# Escargot
Ne doit pas être confondu avec Escargot petit-gris ou Escargot de Bourgogne.
Pour les articles homonymes, voir Escargot (homonymie).
Taxons concernés
Escargots terrestres :
- dans l'ordre des Stylommatophora

Escargots d'eau douce :
- dans l'ordre des Basommatophora

Escargots :
- à chaîne nerveuse croisée : Streptoneures
- à chaîne nerveuse non croisée : Euthyneures

Escargots :
- à poumon : Pulmonata
- à branchie sur l'avant du corps : Prosobranchia,

Le terme escargot est un nom vernaculaire qui, en français, désigne des gastéropodes à coquille, généralement terrestres et appelés aussi des limaçons, ou colimaçons par opposition aux limaces. Ce sont tous des mollusques, quelle que soit leur taille (le plus petit escargot mesure à peine un millimètre de diamètre, tandis que le plus grand escargot mesure 20 cm) ou leur forme. 40 % des mollusques étant des escargots terrestres, certains escargots toutefois sont des espèces aquatiques, plutôt d'eau douce : Basommatophora tels les limnées ou les planorbes, souvent appelés « escargots nettoyeurs » par les amateurs d'aquariophilie. La plupart des escargots sont phytophages, quoique quelques espèces soient omnivores, zoophages ou détritivores.
Il en existe de nombreuses espèces, les plus discrètes restant très mal connues et  beaucoup sans doute encore inconnues. En 2004, près de 80 000 avaient été décrites, sur les 200 000 mollusques répertoriés (selon le biologiste Benoît Fontaine il pourrait en exister de 5 à 10 millions), dont 500 en France. Rien qu'en Slovaquie, les spécialistes ont identifié 53 espèces aquatiques (en eau douce) et 175 terrestres, soit 228 au total. C'est beaucoup plus qu’aux Pays-Bas, où 169 espèces ont quand même été identifiées (52 en eau douce et 117 sur terre).
Il est fréquent de trouver des espèces endémiques sur les îles ou dans des milieux très isolés depuis longtemps.

## Dénominations
Également nommés limaçons ou colimaçons, la différence entre escargot et limace n'est pas toujours évidente. Ainsi, certaines limaces comme les testacelles sont-elles pourvues d'une coquille rudimentaire mais bien visible, alors que les escargots de la famille des Vitrinidae appelés glass snails (escargots de verre) par les anglophones, par exemple Eucobresia nivalis (en) ou Semilimax semilimax (en), n'ont qu'une coquille fragile et incomplète dans laquelle l'animal ne peut généralement pas se retirer complètement. Intermédiaires, les semi-limaces (en) sont des gastéropodes terrestres dont la coquille est trop petite pour que l'animal adulte entre entièrement dedans, mais cette coquille n'est pas vestigiale.

### Noms en français et noms scientifiques correspondants
Liste alphabétique des noms vulgaires ou des noms vernaculaires attestés en français.

Note : certaines espèces ont plusieurs noms vernaculaires et, les classifications évoluant encore, certains noms scientifiques ont peut-être un autre synonyme valide. La malacofaune continentale de France compte  aujourd'hui environ 700 espèces valides, ce qui fait de ce pays l'un des plus riches en  mollusques continentaux pour l'Europe ; une diversité qui traduit celle des milieux  (montagnes, plaines, milieu  souterrain), des substrats pédogéologiques et des aires biogéographiques (croisée des aires continentale, atlantique et méditerranéenne). Ce patrimoine est encore plus riche si l'on considère la France de l'Outre-mer, et notamment la Guyane.

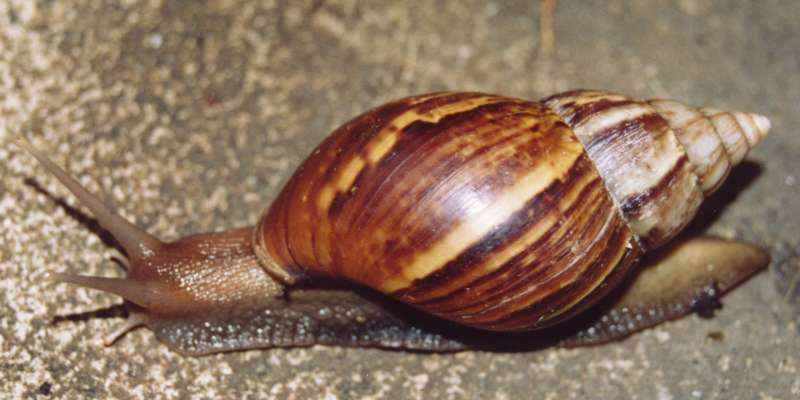
Escargot géant africain (Achatina fulica).

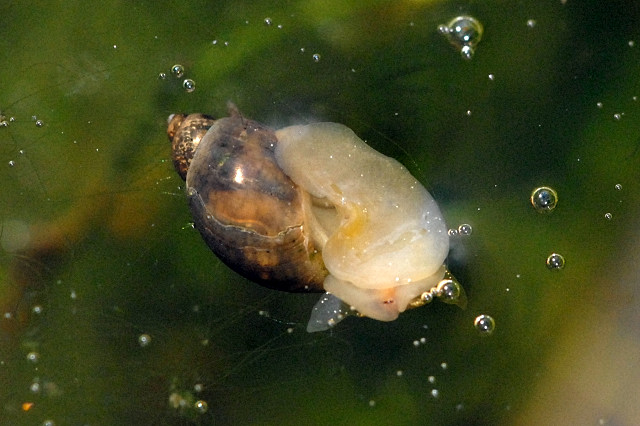
Un escargot aquatique, du genre limnées (Lymnaea stagnalis), vue ventrale.

- Escargot des bois - Cepaea nemoralis
- Escargot de Bourgogne - Helix pomatia
- Escargot de Corse - Tyrrhenaria ceratina
- Escargot géant africain - Achatina fulica
- Escargot grec - Helix cincta
- Escargot des jardins - Cepaea hortensis
- Escargot de Quimper - Elona quimperiana
- Escargot peson - Zonites algirius
- Escargot turc - Helix lucorum
- Escargot de Vénétie - Helix cincta
- Escargot petit-gris - Helix aspera
- Escargot de l'île de Madère - Leptaxis atlantica
- etc.

Mais les escargots peuvent recevoir d'autres noms vernaculaires :
- exemples parmi les escargots terrestres : Petit-gris, Gros-gris, Achatine, etc.
- exemples parmi les escargots aquatiques : limnées, planorbes, etc.

Une liste de référence de noms en français permet de désigner les espèces d'escargots et limaces de France dans une optique de communication pour la préservation de la biodiversité.

## Physiologie, comportement et écologie
Les caractéristiques générales des escargots sont celles des Mollusques (Mollusca), avec des nuances pour chaque espèce : voir les articles détaillés pour plus d'informations sur leur description ou leur mode de vie.

### Caractéristiques communes

#### Description

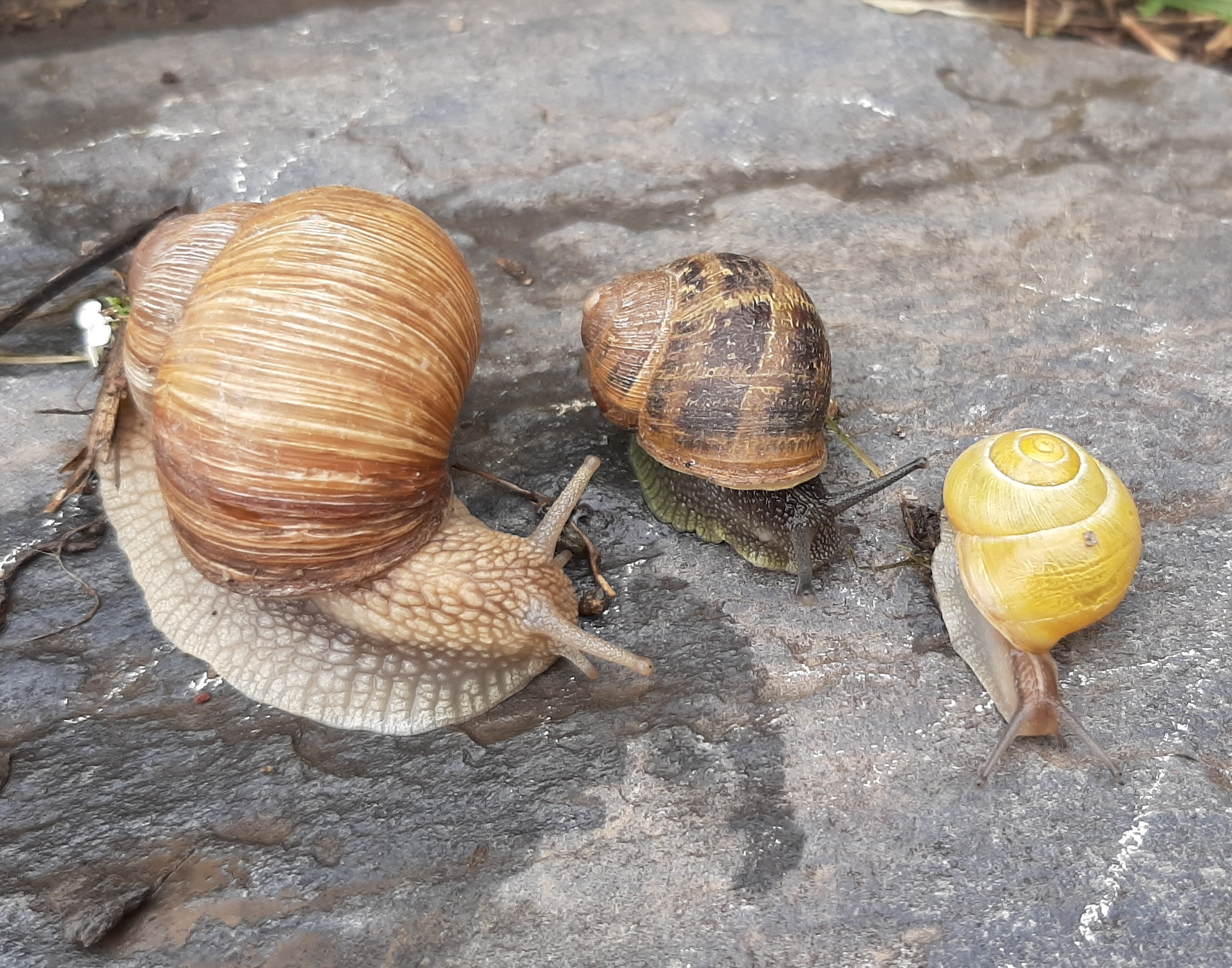
De gauche à droite, l'Escargot de Bourgogne (Helix pomatia), l'Escargot petit-gris (Cornu aspersum) et l'Escargot des jardins (Cepaea hortensis), trois espèces d'Helicinae.

Anatomie d'un escargot, schéma en coupe. 1 : coquille ; 2 : foie ; 3 : poumon ; 4 : anus ; 5 : pore respiratoire ; 6 : œil ; 7 : tentacule ; 8 : cerveau ; 9 : conduit salivaire ; 10 : bouche ; 11 : panse ; 12 : glande salivaire ; 13 : orifice génital ; 14 : pénis ; 15 : vagin ; 16 : glande muqueuse ; 17 : oviducte ; 18 : sac de dards ; 19 : pied ; 20 : estomac ; 21 : rein ; 22 : manteau ; 23 : cœur ; 24 : canal déférent.

Les escargots disposent d'une ou deux paires de tentacules rétractiles (une paire chez les Basommatophores, deux chez les Stylommatophores), appelés cornes ou « antennes » dans le langage familier.
Dans la partie supérieure de la tête la première paire de « cornes » abrite les yeux, mais la vue est un sens peu utilisé par les escargots. Ils possèdent surtout un bulbe olfactif sous l'œil et la deuxième paire de tentacules est un organe olfactif et tactile (épithélium) qui est en revanche très utilisé.
La bordure située à l'ouverture de la coquille est appelée péristome. La forme, l'épaisseur et la couleur du péristome ont souvent une grande importance dans l'identification des espèces de gastéropodes.
Son orifice respiratoire est appelé pneumostome. Il se situe juste à côté de son anus.
Quelle que soit son allure, la coquille de l'escargot est toujours hélicoïdale. La plupart du temps, l'hélice s'enroule vers la droite, et on parle alors d'escargot à coquille dextre ou dextrogyre. Il existe également, mais de manière plus rare et anormale, des escargots à coquille senestre ou lévogyre, c'est-à-dire dont la coquille tourne vers la gauche, « à l'envers ». Un de ses représentants le plus célèbre est le Londonien Jeremy. Il existe cependant une exception à cette règle : au Japon, dans les îles Yaeyama, le serpent Pareas iwasakii a un régime alimentaire spécialisé dans les escargots. Sa mâchoire étant asymétrique, car elle comporte plus de dents à droite, son attaque se positionne toujours par la droite de la coquille. Il exerce ainsi une pression sélective sur les escargots à coquille dextre qui favorise les populations à coquille senestre.
L’escargot, comme de nombreux autres mollusques, dispose de neurones géants permettant l'implantation d'électrodes intracellulaires largement utilisées en recherches neurologiques pour mieux comprendre le mode de fonctionnement des neurones humains.

#### Déplacement

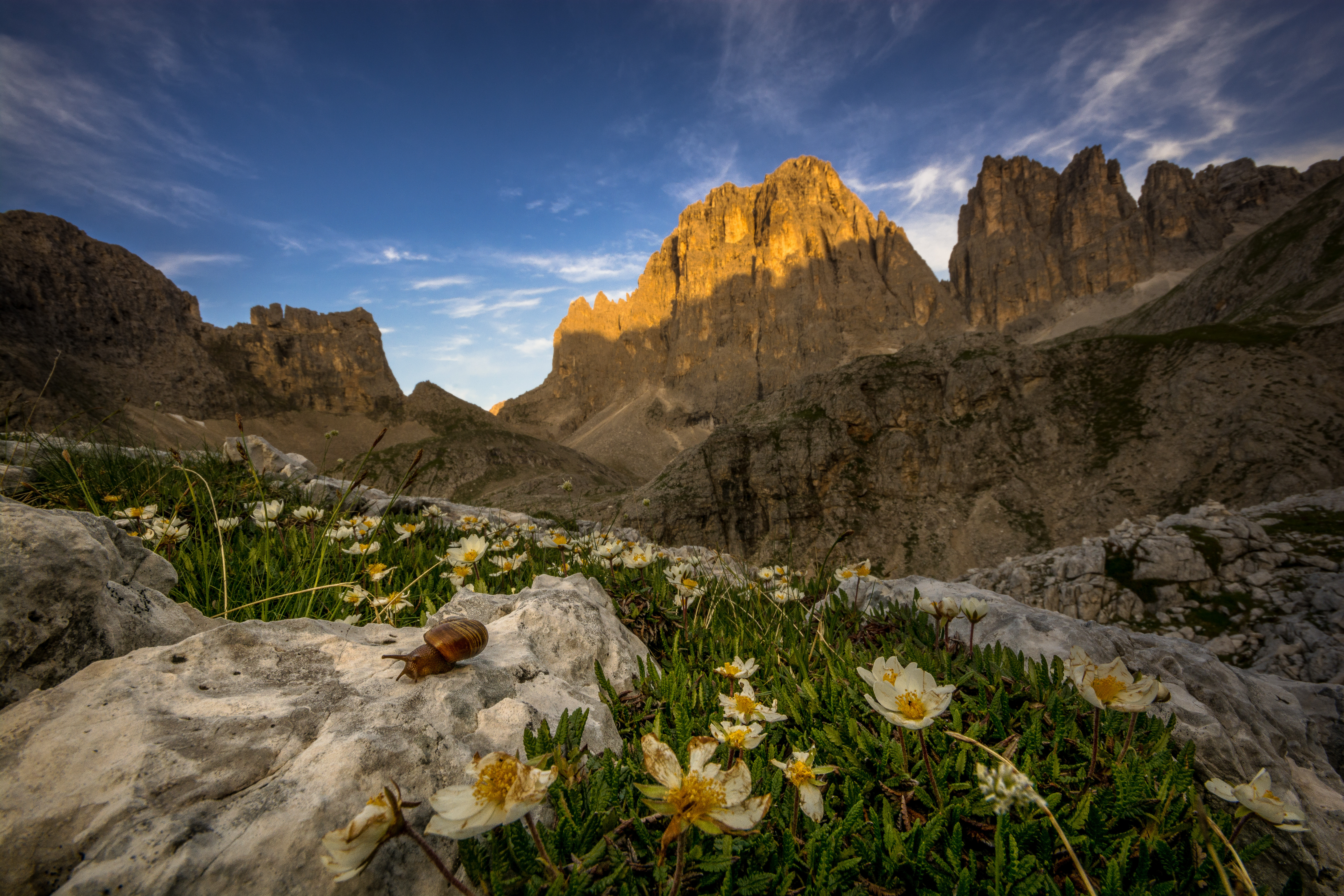
Un escargot en train d'escalader les sommets alpins dans le parc naturel Paneveggio - Pale di San Martino dans le Trentin-Haut-Adige.

L'escargot se déplace, seulement vers l'avant, grâce à son pied, qui est en fait un gigantesque muscle qui se contracte et s'allonge alternativement :  c'est le phénomène de reptation. La vitesse moyenne, par exemple, d'un escargot turc adulte est d'un millimètre par seconde, soit six centimètres par minute.
Les glandes des escargots sécrètent aussi différents types de mucus (la « bave ») contenant de nombreux composés (allantoïne, collagène, élastine) qui lui permettent à la fois d'avancer plus facilement en glissant sur les obstacles et de se fixer même verticalement sur certaines parois. Il peut ainsi également franchir des obstacles particulièrement agressifs tels que des rangées d'épines ou des lames de rasoir. Le mucus sert aussi à l'escargot à se débarrasser de certaines substances, comme les métaux lourds, et entre aussi dans la composition de la coquille. Le mucus est épais, il durcit et sèche au contact de l'air en laissant une traînée brillante à la lumière.

#### Alimentation

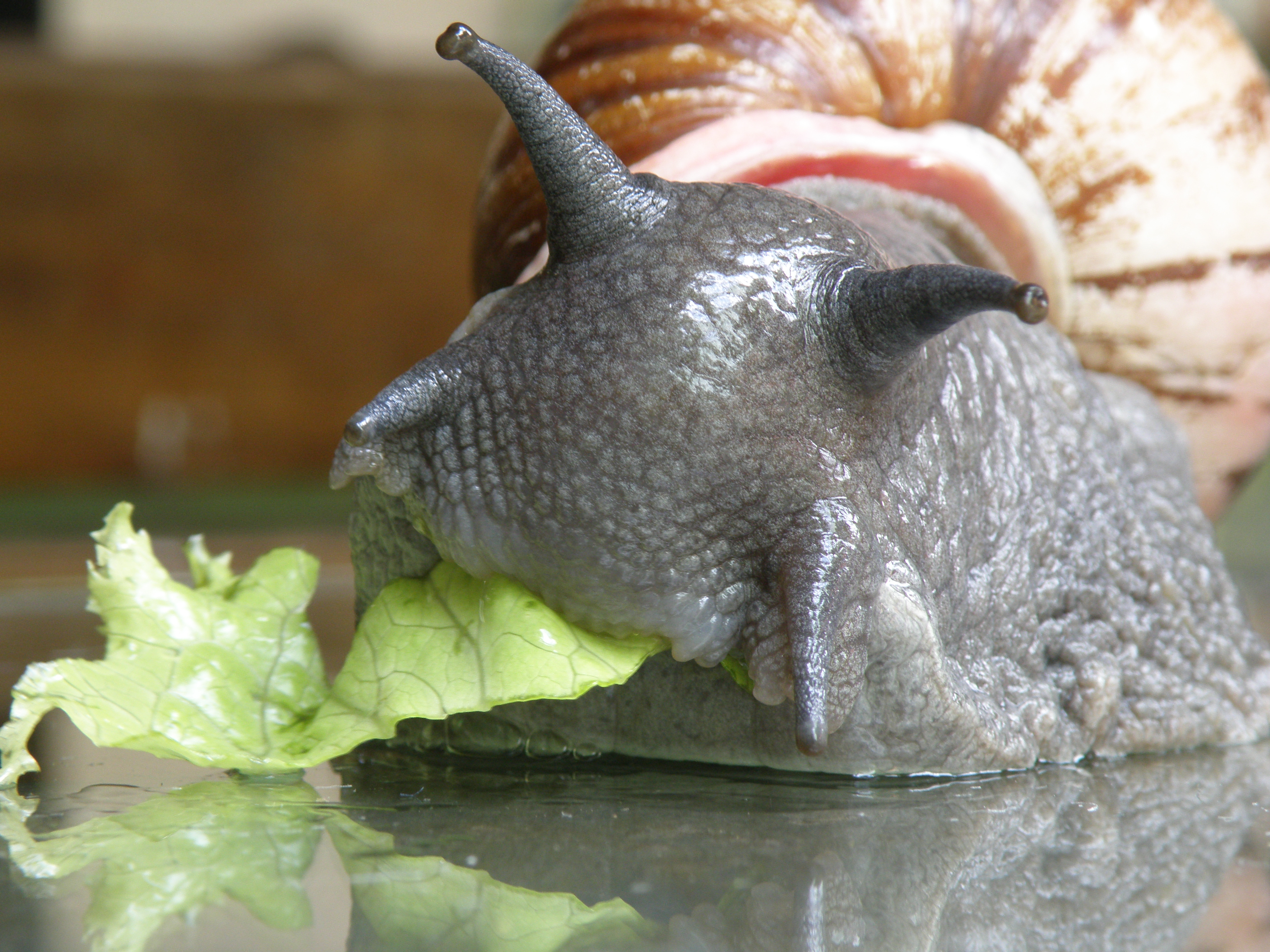
Les deux paires de tentacules d'un escargot brésilien en train de manger.

Les escargots, comme les limaces, s'alimentent grâce à une langue dentée nommée radula (1 500 à 2 500 dents). Cette langue est couverte d'aspérités très dures, disposées en rangées régulières, de façon analogue par exemple à une râpe de menuisier.
L'alimentation des escargots varie selon l'espèce : certains sont phytophages, détritivores, d'autres nécrophages, d'autres enfin prédateurs, parfois cannibales. Les escargots peuvent s'attaquer aux plantes cultivées des jardins (salade, tomates écrasées, fanes de carottes, de céleris…) causant parfois de gros dégâts aux récoltes.
Les escargots phytophages hébergent dans leur intestin une flore bactérienne qui participe à la digestion des végétaux. Les bactéries se maintiennent en vie durant l'estivation ou l'hibernation, en se nourrissant du mucus qui est sécrété par l'épithélium intestinal.
Le parasitisme semble rare chez les escargots, mais on connait au moins une espèce marine de Nouvelle-Calédonie (Hydroginella caledonica) qui peut parasiter de nuit, durant leur sommeil, certaines espèces de poissons des familles des Scaridae, Serranidae et Pomacentridae. L'escargot introduit son proboscis dans les tissus du poisson et semble pouvoir aspirer par ce moyen des fluides corporels.

#### Chants et bruits
Des « sortes de chants » et des bruits peuvent être entendus émis par de nombreuses espèces de mollusques : Planorbes, gros Murex, Buccins, Pectens, Myes, Solen, Céphalopodes. Ils paraissent tous se ramener, avec des variantes, à un phénomène physique unique : sous l'effet d'une rétraction brusque et rapide de l'animal, retiré hors de son élément et excité, une masse de gaz, telle des bulles d'air, emprisonnée dans une cavité quelconque (cavités palléales, interstices entre la coquille et le pied, siphons, etc.), se trouve violemment chassée et passe à travers un orifice étroit, encombré de liquide plus ou moins visqueux, et elle barbotte : le bruit produit ainsi peut, suivant les circonstances, et surtout suivant la pression, aller d'un simple gazouillement à un son presque musical.
Par analogie physiologique et acoustique, le son est proche du baiser. De même, le contact entre la coquille de l'escargot et une vitre en verre émet, lors du déplacement de l'animal, un bruit similaire à celui d'un doigt mouillé sur un verre ; la coquille jouant, vis-à-vis de la vitre, le rôle d'un archet qui provoque une vibration sur un instrument à cordes.
Helix aperta et Limnea stagnalis produisent des sons, notamment lorsqu'ils sont attrapés. Il a été observé que des Planorbis corneus en captivité émettent une note aiguë, que l'on peut rapprocher du son produit par une flûte, à chaque prise de nourriture quotidienne. Certains escargots, comme Helix aspersa, émettent aussi des bruits aigus qui peuvent faire penser à des « cris d'agonie », lorsqu'ils sont cuits vivants.
Ces bruits ont été à l'origine de croyances européennes, attribuant au « chant » des escargots une valeur maléfique et prémonitoire.

#### Longévité
La durée de vie des escargots varie selon les espèces. Dans la nature, les Achatinidae vivent de cinq à sept ans, alors que les Helix dépassent rarement l'âge de trois ans. Leur mort est souvent due à des prédateurs ou à des parasites.
En captivité, leur longévité est bien supérieure et va de dix à quinze ans, pour la plupart des espèces. Certains escargots ont vécu plus de trente ans.

#### Hibernation des escargots terrestres

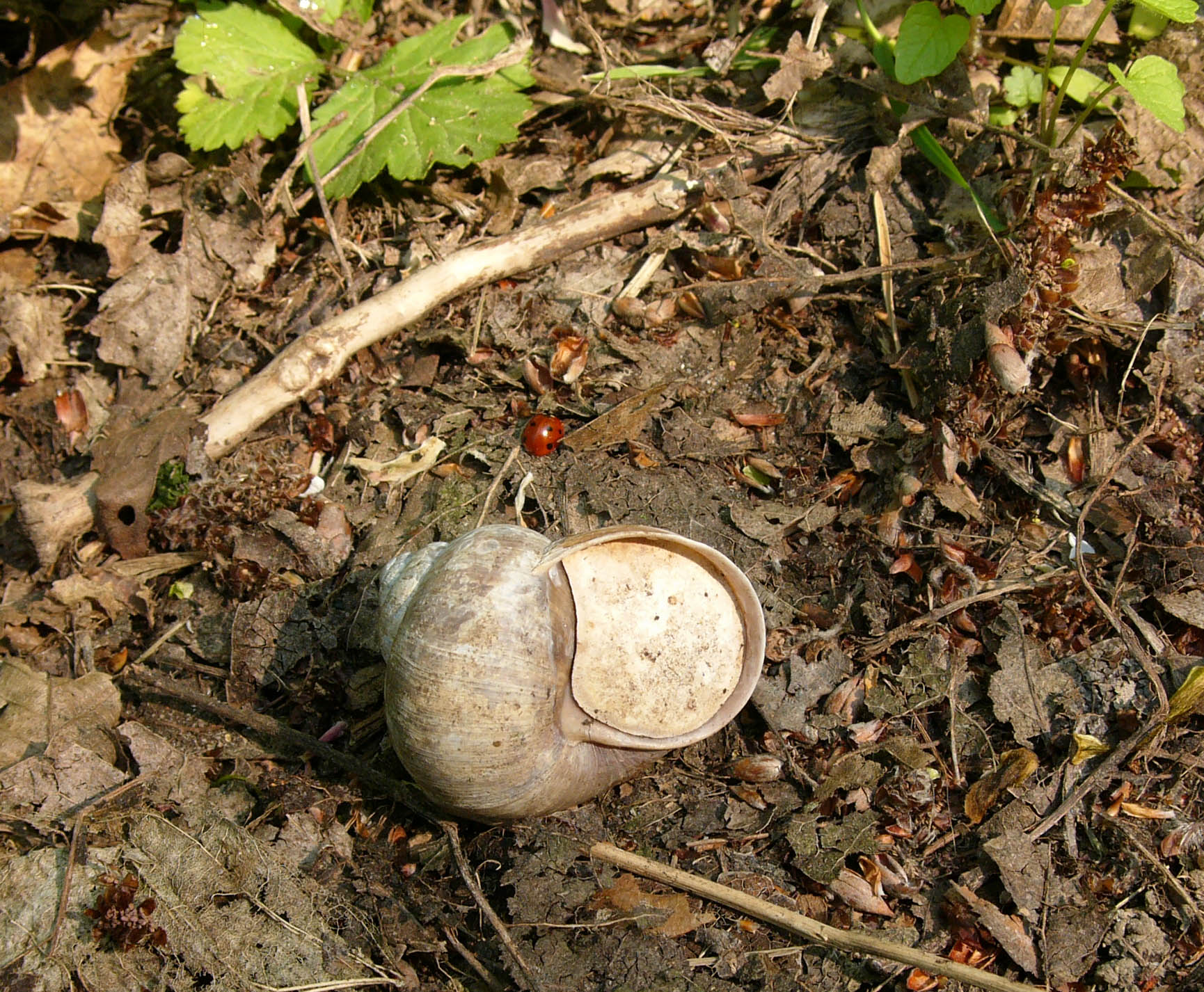
Escargot de Bourgogne ayant formé son épiphragme.

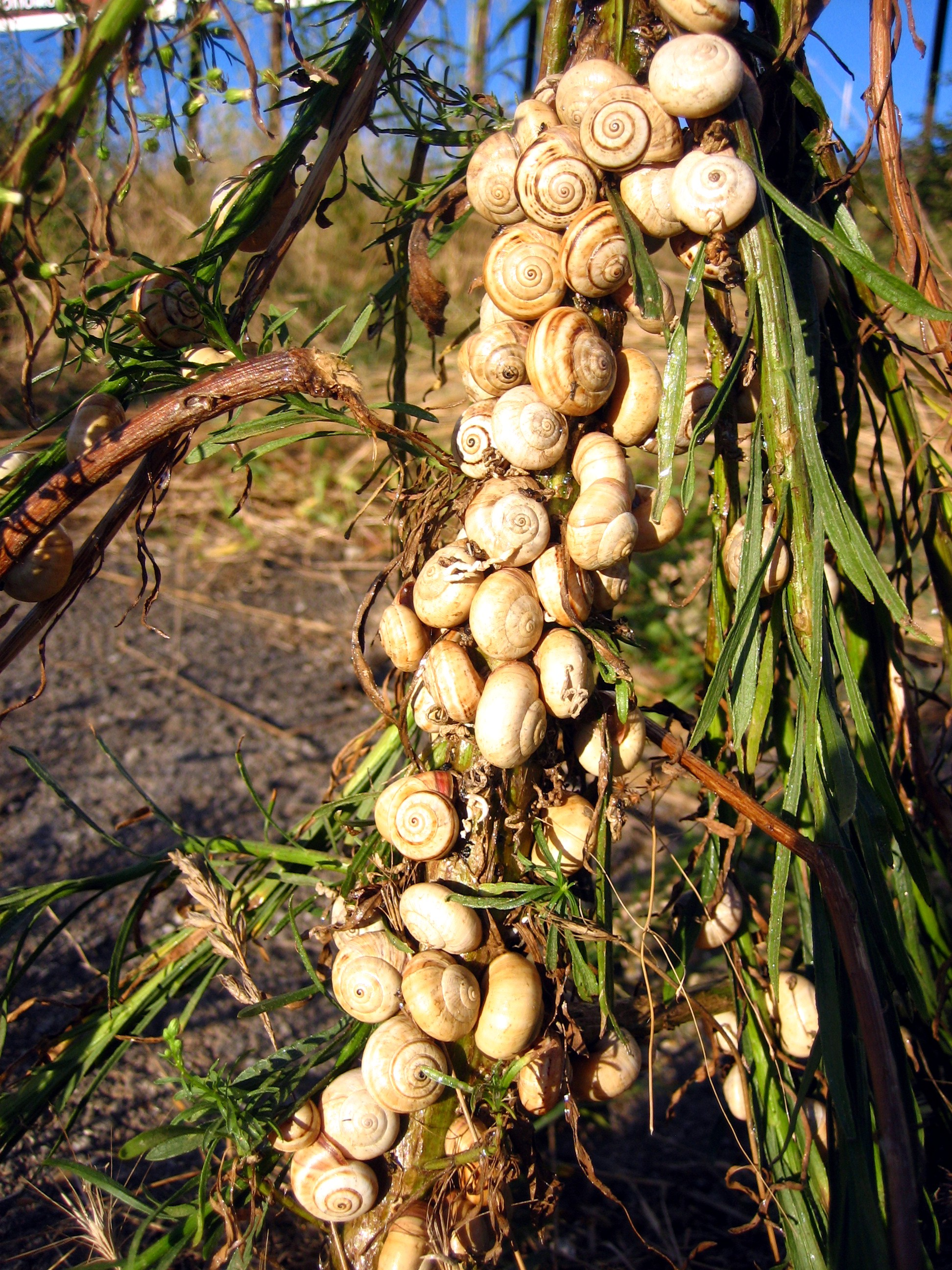
Agglomération de Theba pisana sur une plante pour se protéger de la chaleur.

Les escargots terrestres ne sont actifs que lorsque l’humidité est suffisamment élevée. Dans le cas contraire, l’animal se rétracte à l’intérieur de sa coquille qu’il obture par un voile muqueux (courte inactivité) ou par un épiphragme, ce qui lui évite la déshydratation. Certains escargots grimpent sur un mur ou en haut des tiges d’herbe pour fuir la fournaise du sol, d'autres comme Sphincterochila boissieri (escargot du désert) vit dans les déserts du Néguev et du Sinaï grâce à sa xérotolérance, se retirant dans les dernières spires afin de former dans la première une chambre à air isolant de l'air sec. L'hibernation d'un escargot peut durer de 3 à 6 mois. L'escargot du désert peut exceptionnellement survivre jusqu'à 3 ans en hibernation,.
La photopériode et la température sont des variables saisonnières qui induisent les états d'inactivité. Hibernation et estivation sont des réponses à des stress environnementaux prévisibles. Chaque espèce présente une stratégie adaptée pour résister à ces stress.
L'épiphragme est un bouchon de mucus, plus ou moins imprégné de calcaire, qui durcit en séchant.

#### Reproduction

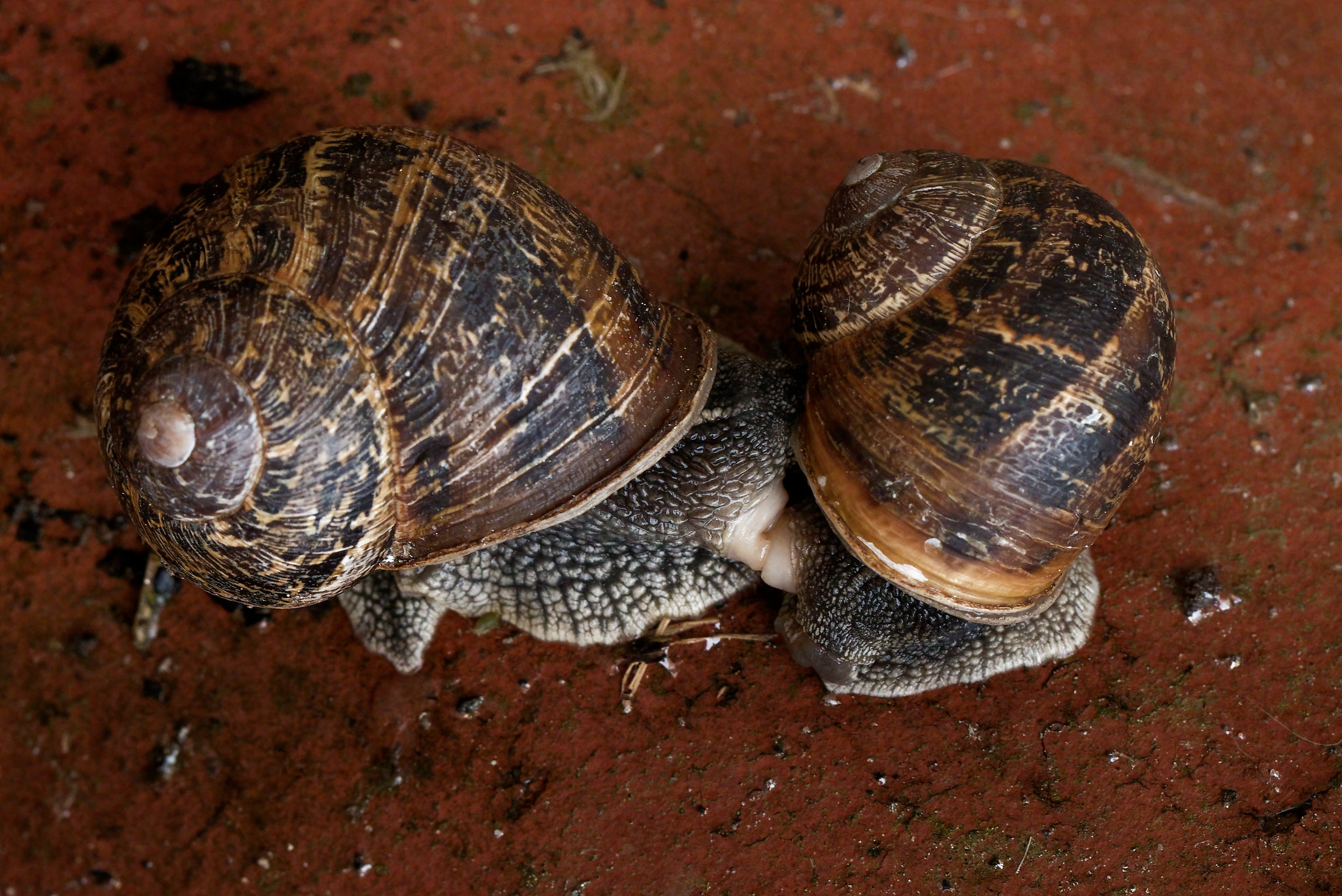
Accouplement d'escargots.

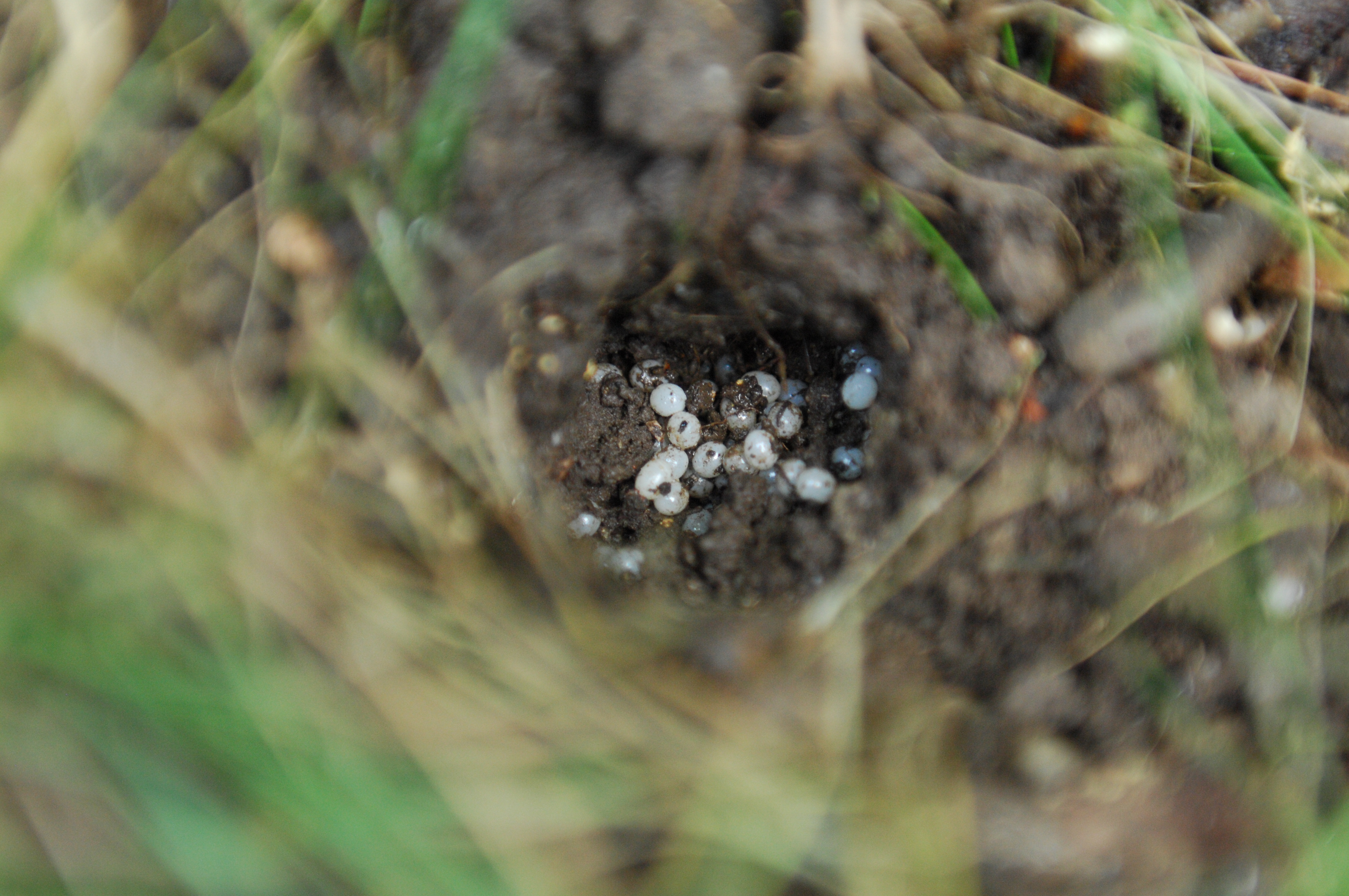
Œufs d'escargot.

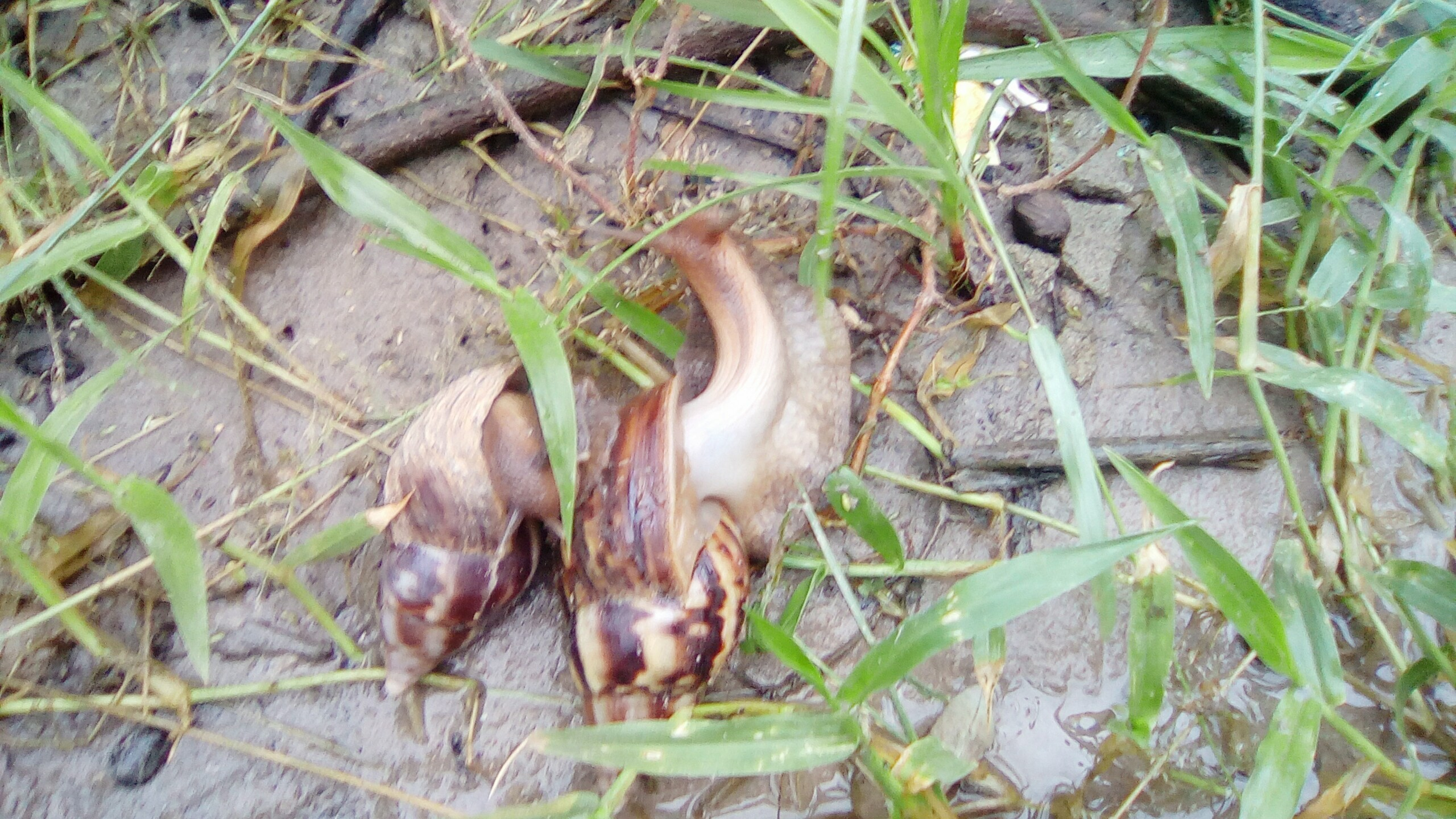
Escargots en couple.

Presque tous les escargots sont hermaphrodites, produisant spermatozoïdes et ovules. Quelques escargots d'eaux douce et marine ont cependant des sexes différents et sont donc à l'inverse gonochoriques (mâles ou femelles).
Avant la reproduction, tous les escargots terrestres pratiquent une cour de deux à douze heures avant l'accouplement. Les escargots terrestres pulmonates, prolifiques reproducteurs, s'inséminent réciproquement par paires afin de fertiliser leurs ovules. Chaque portée peut contenir jusqu'à cent œufs.
Les escargots terrestres pulmonates et les limaces ont une ouverture de reproduction d'un côté du corps, près de l'avant, à travers lequel l'organe reproducteur externe est extrudé afin que l'échange de spermatozoïdes puisse avoir lieu. La fécondation peut alors avoir lieu et les œufs se développer. Dès le début de l'accouplement, chaque individu enfonce un dard calcaire ou chitineux dans la chair de son congénère, ce dard d'amour contenant une glande sécrétant des hormones qui favorisent la fécondation dans la bourse copulatrice.
Les escargots, entre autres animaux, possèdent une spermathèque. Lorsqu'une nouvelle portée d’œufs arrive, ceux-ci sont donc fécondés par un mélange de spermatozoïdes provenant de différents individus. Cela favorise le brassage génétique indispensable à toute population.
Les escargots des jardins enterrent leurs œufs à la limite de la surface, de cinq à dix centimètres de profondeur, principalement lorsque le temps est tiède et légèrement humide, creusant avec leur « pied » (l'arrière de leur queue). La taille des œufs diffère selon les espèces, de trois millimètres de diamètre jusqu'à six centimètres pour les escargots terrestres géants africains. Après deux à quatre semaines de climat favorable, ces œufs éclosent et les jeunes sortent. Les escargots peuvent pondre des œufs jusqu'à une fois par mois.

#### Environnement

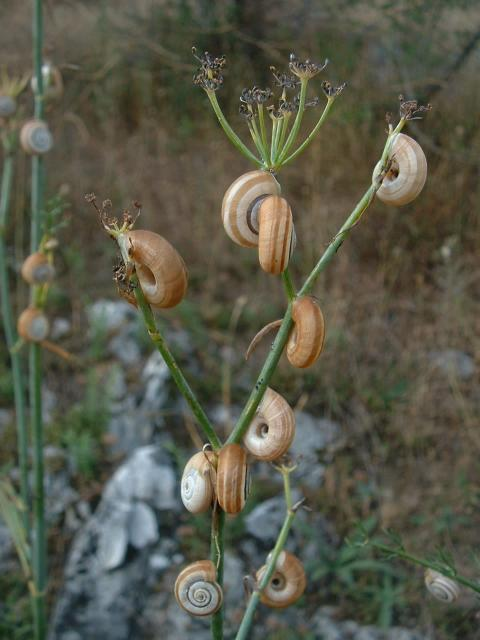
Escargots du genre Helicella sur des tiges d'ombellifère.

Les escargots peuvent pour partie refléter la qualité de leur environnement en accumulant dans leur chair ou dans leur coquille certains polluants ou toxiques présents dans leur milieu.
Leur mucus les protège des agressions extérieures, bactériennes et fongiques notamment. Il contribue à leur régulation thermique. Comme ce mucus est riche en acide sialique, la cible du virus grippal, la question a été posée de leur capacité à abriter une partie du cycle du virus grippal. Certaines espèces sont inféodées à un milieu particulier (roselière, boisements (pour l'Hélice des bois par exemple), etc. ce qui leur confère aussi une valeur d'indicateur.
Les escargots terrestres sont très sensibles aux paramètres thermohygrométriques, et semblent également sensibles à la pollution lumineuse, qui peut dérégler leur système chronobiologique et perturber les phases d'estivation ou d'hibernation.
Les escargots ont disparu d'une grande partie des territoires agricoles cultivés, à cause des pesticides. Le réseau bocager leur permet de mieux survivre, et il est permis d'espérer que les bandes enherbées rendues récemment obligatoires sur certaines surfaces en Europe puissent augmenter leurs chances de survie dans les milieux cultivés.

#### Prédateurs
Les escargots sont un élément important des réseaux trophiques. Ils ont de nombreux prédateurs tels que des mammifères, rongeurs ou hérissons notamment, ou des oiseaux, mais aussi parfois d'autres escargots, tels que le bulime tronqué, ainsi que certains scarabées. Il existe même un rapace, le milan des marais dont la nourriture quasi exclusive est constituée de gros escargots aquatiques sud-américains de la famille des Ampullariidae, dont essentiellement Pomacea bridgesii.

## Utilisation par l'Homme

### Élevage

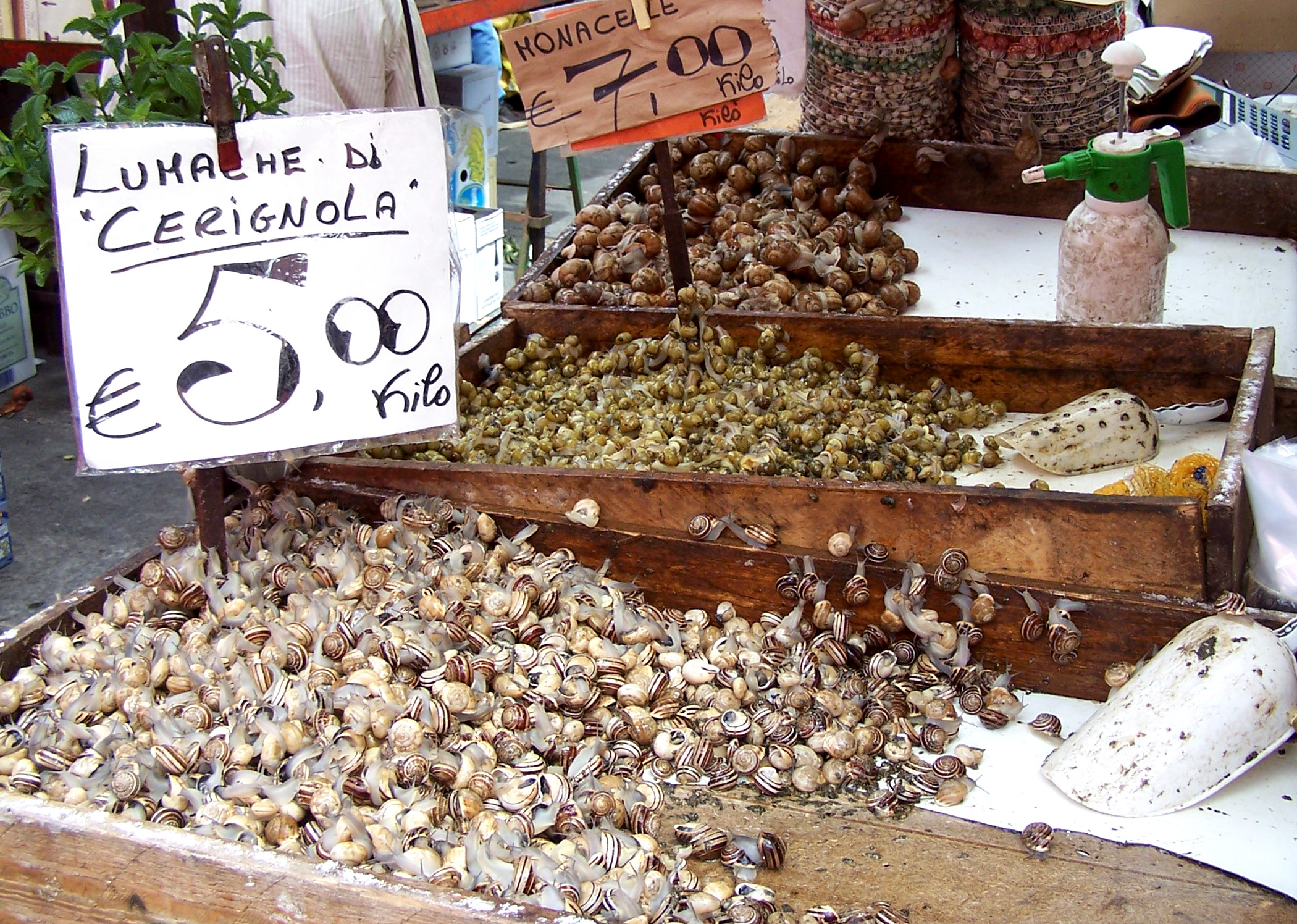
Trois espèces d'escargots sur l'étalage d'un marché à Turin, en Italie.

L'élevage (héliciculture) donne des résultats acceptables dans les conditions économiques actuelles. Il concerne principalement Helix aspersa. Le lieu où s'élèvent les escargots est appelé une escargotière, mais c'est aussi le nom du plat spécifique, creusé de petites cavités pour mettre les escargots au four et les servir. Les textes réglementaires de la Communauté européenne ne considèrent pas l'escargot terrestre comme un mollusque. Il n'entre pas non plus dans la définition juridique de viande.
Les escargots issus d'élevage ne sont que rarement toxiques, car leur alimentation est contrôlée. Les escargots dans un milieu pollué peuvent fixer dans leurs chairs des métaux lourds, le jeûne ne permet pas à l'escargot de relarguer ces métaux. Un jeûne de 32 h est suffisant pour que l'intestin de l'escargot soit complètement vidé.
En Afrique, on consomme certains escargots géants, en particulier l'achatine (Achatina fulica) très prisée depuis la Guinée jusqu'en Angola, et dont le ramassage intensif menace certaines populations. On encourage dans ces pays l'« achatiniculture », sous forme de mini élevages.
En revanche, cette espèce doit être gérée avec précaution, car dans d'autres régions (Europe ou autres continents), l'achatine peut se révéler invasive et elle est vecteur de Angiostrongylus cantonensis, le ver rond responsable de la méningo-encéphalite éosinophilique chez les humains.

### Cuisine

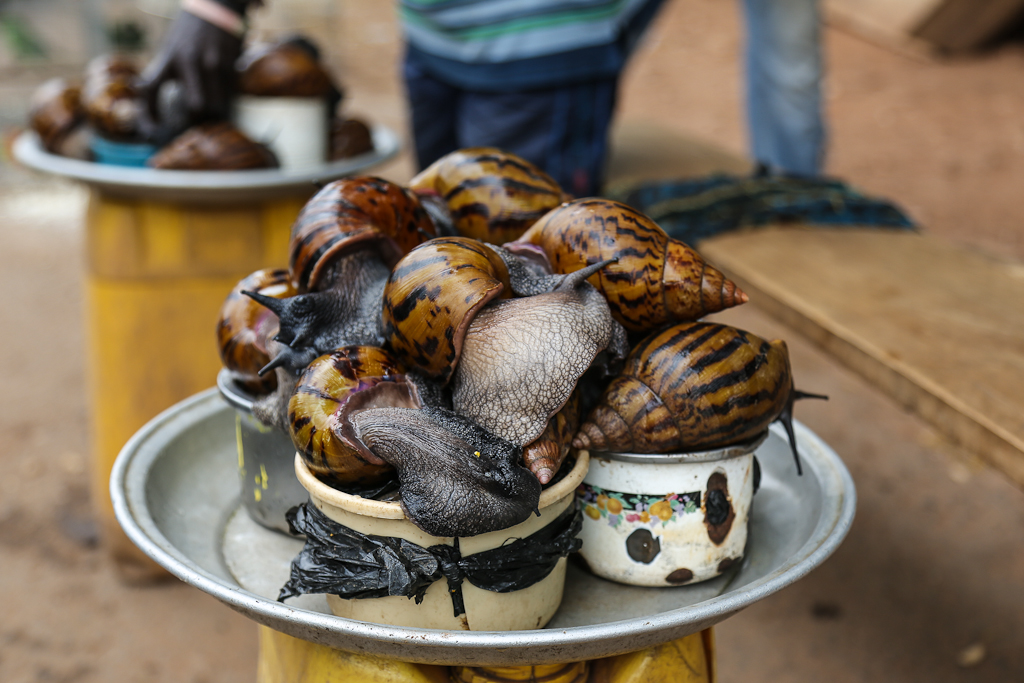
Escargots alimentaires (Achatinidae) au Ghana.

Les escargots terrestres, les escargots d'eau douce et les escargots de mer sont consommés dans un certain nombre de pays.
Principalement les Philippines, l’Indonésie, le Vietnam, le Laos, le Cambodge, sud-ouest de la Chine, le Terai du Népal, l'Inde du Nord comme les états du Manipur (3Mh), voisin de la Birmanie, et du Tripura (4Mh), la France, l'Italie, l'Espagne, le Portugal, la Grèce, Chypre, la Belgique, Malte, le Maroc, l'Algérie, la Tunisie, le Nigeria, le Ghana, le Cameroun, le Canada et une partie des États-Unis.
En plus des Escargots de Bourgogne et autres espèces du même genre élevées en héliciculture, savourés en cuisine gastronomique, et des escargots terrestres géants africains (Achatinidae) qui sont produits commercialement pour la nourriture, diverses autres espèces d'escargots terrestres fournissent une source facilement récoltée de protéines pour de nombreuses personnes, dans les communautés pauvres à travers le monde.
De nombreux escargots terrestres sont précieux pour les éco-systèmes et les humains, parce qu'ils peuvent se nourrir sur un large éventail de déchets agricoles, tels que dans les plantations de bananes.
On donne parfois le nom d'escargot de mer au bigorneau, mollusque marin d'apparence voisine.

#### LesHelix

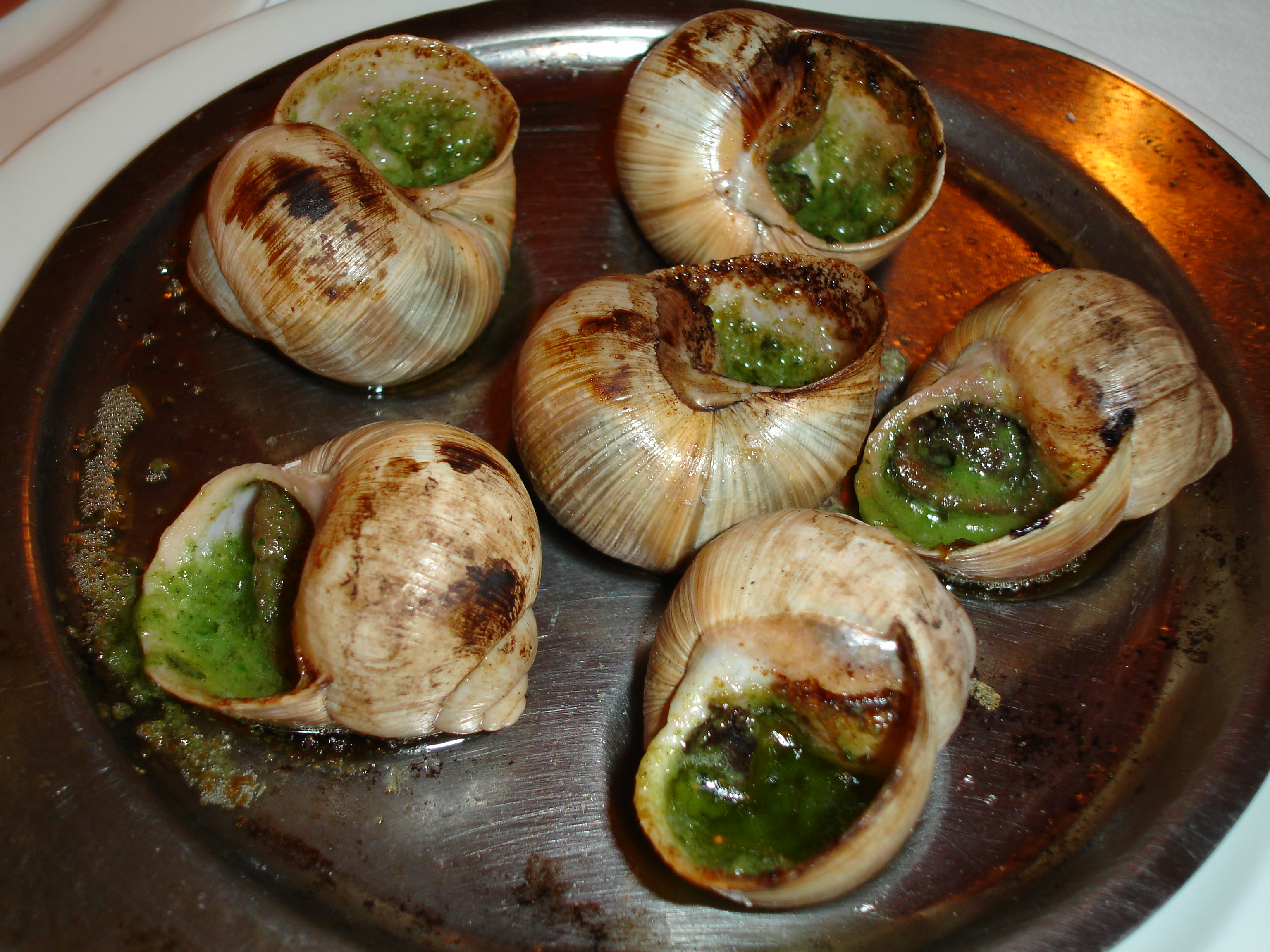
Les escargots persillés à la bourguignonne, un plat traditionnel de la gastronomie française, à base d'escargot de Bourgogne.

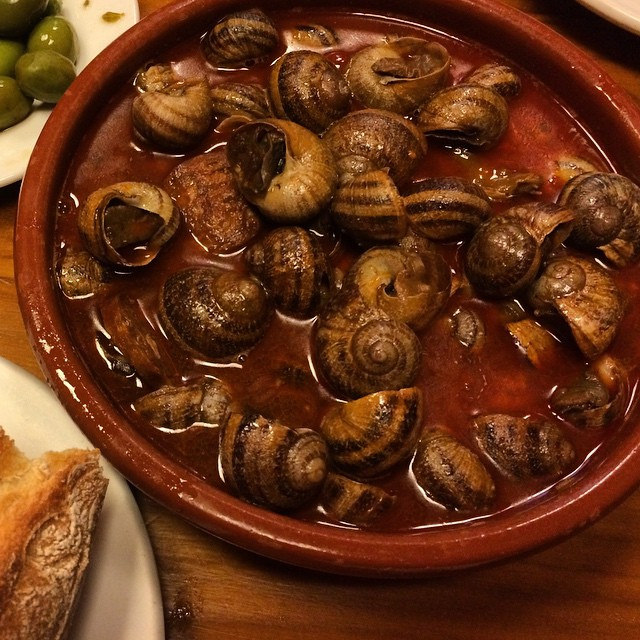
Cassolette d'escargots au chorizo, à base de petit-gris, en Espagne

Trois espèces du genre Helix sont ordinairement consommées sous le nom d'escargot, notamment en France :
- Helix aspersa :
  - Le petit-gris (Helix aspersa aspersa), avec des recettes plus diverses et souvent locales, une taille de 28 à 35 mm pour un poids adulte de 7 à 15 g. Présent dans les pays méditerranéens (Europe et Afrique du Nord) et la façade atlantique française.
  - Le gros-gris (Helix aspersa maxima), taille de 40 à 45 mm pour un poids adulte de 20 à 30 g, présent en Afrique du Nord.
- Helix pomatia, le véritable « escargot de Bourgogne », traditionnellement préparé en coquille, au beurre persillé, à la bourguignonne. Taille de 40 à 55 mm pour un poids adulte de 25 à 45 g. Répartition géographique naturelle : Europe centrale. Dans le Sud-Ouest de l'Allemagne (Pays de Bade en particulier, ces escargots sont consommés en soupe : badische Schneckensuppe.
- Helix lucorum, importé des Balkans ou de Turquie, souvent vendu préparé aussi à la bourguignonne, mais qui n'a pas légalement droit à la mention « de Bourgogne ».

À Rome, on mange les escargots en sauce tomate parfumée à la menthe, c'est la ciumacata ou lumache di San Giovanni.
On consomme aussi les œufs d'escargot sous la forme de caviar.

#### Autres escargots comestibles

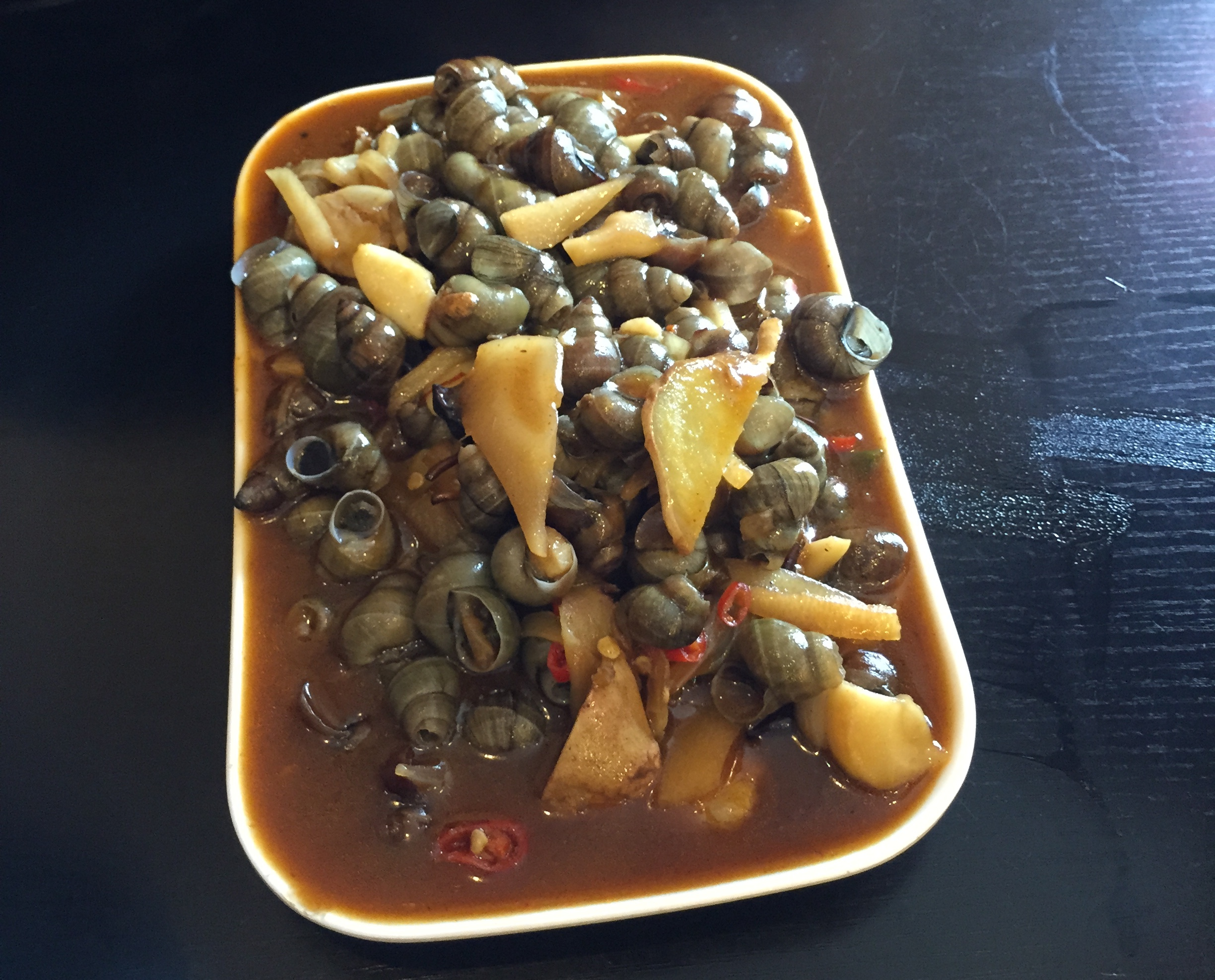
Plat d'escargots de rivière, à Pékin (Chine).

Dans certaines parties du monde, les escargots sont frits.
En Indonésie, les escargots des rizières sont frits en satay (brochettes), un plat connu comme sate kakul, ou bien grillés, le sate kolombi de Tondano.
A Java-Ouest, les escargots des rizières sont appelés tutut, et consommés avec différentes sauces (curry, etc.).

### Cosmétique
Les escargots sont élevés à échelle industrielle par de grands groupes de l'industrie cosmétique, mais aussi par certaines communautés comme les Mapuches pour récupérer leur mucus. La bave de certaines espèces comme le Helix aspersa est riche en protéines d'acide hyaluronique et en antioxydants, et aurait des effets bénéfiques quand elle est appliquée sur la peau. Ces composants auraient un effet stimulant sur la production de collagène, d'élastine et d'allantoïne responsables de la prévention du vieillissement cutané dû à l'exposition au Soleil, et les antioxydants auraient pour effet de minimiser les dégâts occasionnés par les radicaux libres à l'origine du vieillissement prématuré de la peau. Cependant, certains professionnels pointent du doigt la rareté des études fiables permettant de soutenir ces affirmations.
L'extraction du mucus nécessite de stresser l'animal pour obtenir le meilleur rendement, souvent en posant une pile de 9 V quelques minutes sur l'escargot. Par ailleurs, afin de stabiliser le mucus, il est nécessaire d'y ajouter des stabilisants, en général du Glydant, un formaldéhyde[réf. nécessaire]. En Europe, il est interdit de faire souffrir les animaux. Plusieurs héliciculteurs, produisent de la bave d'escargot en France par une méthode plus respectueuse de  l'animal,. Le procédé consiste à mettre les escargots dans des filets de 5 à 10 kg où ils sont brassés par un bras mécanique,.

### Détection de pollution
Comme le ver de terre, l'escargot a la particularité de concentrer dans ses tissus les substances chimiques présentes dans le sol, l'air et les plantes de son environnement (cadmium, plomb, zinc, cuivre, mercure, arsenic). En observant ce qui est accumulé dans l'organisme du gastéropode, on peut donc savoir si un sol est pollué mais également évaluer la quantité de polluants susceptible de se disperser dans la nature et de contaminer les êtres vivants. Des informations très utiles pour tester des pesticides par exemple et qu'il serait impossible d'obtenir avec une méthode classique d'analyse du sol.
Plusieurs espèces d'escargot sont faciles à collecter, à élever et à identifier, et peuvent être trouvées presque partout. Via la pluie et la rosée, les végétaux et le contact avec le sol superficiel, l'escargot est en contact avec divers contaminants qu'il absorbe par voie transcutanée, par voie digestive ou respiratoire. Il peut accumuler dans sa coquille des minéraux (magnésium par exemple), des métaux toxiques (plomb par exemple) ou des radionucléides qui « mémorisent » ainsi une partie de son exposition passée à certains contaminants. L'escargot terrestre se déplace relativement peu et bioaccumule au cours de sa croissance de nombreux contaminants,,,.
Sa physiologie, son écologie et sa variabilité  sont maintenant connus et il est facile à élever en condition normalisée de laboratoire,. Il est sensible à de nombreux contaminants.
La qualité de la croissance et reproduction de certains escargots donnent des indices de degré de pollution du sol, par exemple par des pesticides ou certains éléments-trace métalliques. Il permet par exemple l'évaluation de la teneur en chrome bioassimilable d'un sol par exemple ou de pesticides organophosphorés ou encore d'étudier la bioaccumulation de métaux lourds dans la partie du réseau trophique qui le concerne.
Comme il est saprophage et phytophage, et qu'il pond et hiverne dans le sol, il semblait pertinent de le considérer comme une espèce sentinelle et tester ses vertus bioindicatrices,,.
L'AFNOR travaille en 2010-2011 à plusieurs projets de normes, dont un projet de norme PR NF EN ISO 15952 /Qualité du sol − effets des polluants vis-à-vis des escargots juvéniles (Helicidae) − détermination des effets sur la croissance par contamination du sol (soumis à enquête et consultation du public jusqu'au 28 février 2011). L'AFNOR considère que l'espèce qui se prête la mieux à ce travail en France est le petit-gris (Helix aspersa aspersa Müller), car le plus commun et facile à trouver. De plus, bien que d'origine européenne, il a été introduit dans le monde entier (hors sur le continent antarctique).

### Ravageurs des cultures

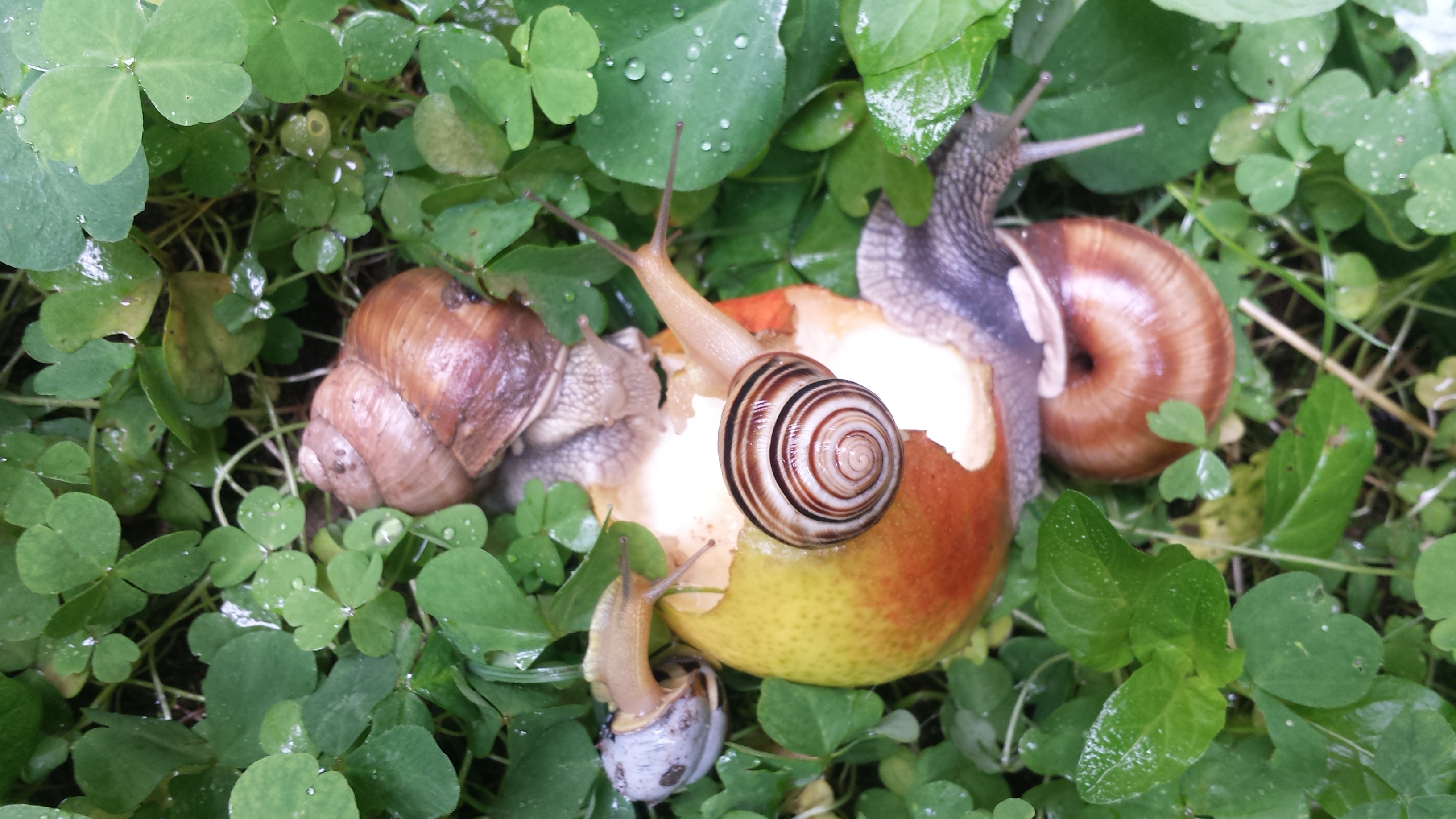
Divers escargots dévorant un fruit.

Les escargots (ainsi que les limaces) sont des ravageurs polyphages susceptibles de causer des dégâts à diverses cultures car ils se nourrissent non seulement de matière végétale en décomposition, mais aussi de plantes vivantes. Attaquant de préférence les feuilles tendres et les fleurs dans lesquelles ils creusent des trous irréguliers, ils s'en prennent surtout aux jeunes plantules et aux plantes herbacées, mais également aux fruits en cours de maturation comme les fraises et les tomates. Les agrumes y sont particulièrement sensibles, en particulier en Californie.
Dans certains cas les escargots peuvent aussi être des vecteurs de maladies des plantes. Par exemple, on a démontré que Helix aspersa pouvait transmettre une espèce de pseudo-champignons, Phytophthora citrophthora, agent de la gommose des agrumes en Espagne.
Diverses méthodes de lutte peuvent être utilisées pour limiter les dégâts dus aux escargots : le ramassage manuel envisageable surtout dans les jardins, les méthodes de lutte physique à l'aide de pièges et de barrières, et la lutte chimique à l'aide de molluscicides tels que des appâts au métaldéhyde ou l' orthophosphate de fer (ce dernier n'étant pas toxique pour les animaux sauvages et domestiques),.

### Conservation
Certains escargots sont des espèces protégées comme l'Otala de Catalogne, Iberus gualtieranus et d'autres bénéficient d'une protection partielle dans la nature comme en France l'Escargot de Bourgogne, le Petit-gris et l'Escargot peson dont le ramassage des jeunes spécimens est interdit, de même que la collecte des Escargots de Bourgogne adultes en période de reproduction (1er avril au 30 juin).
En Région wallonne, non seulement le ramassage des Escargots de Bourgogne et Petits-gris est limité, mais l'introduction ou la mise en liberté d'espèces non indigènes ( Helix lucorum, Helix adanentis, Helix cincta ou Achatina fulica) est interdite.

### Représentations culturelles

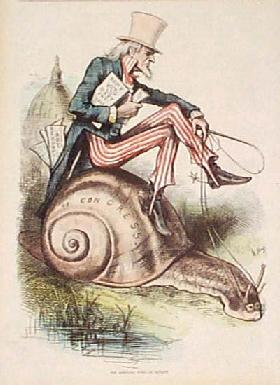
Caricature de 1860 où l'escargot symbolise la lenteur en politique.

- En raison de sa lenteur, l'escargot a traditionnellement été considéré comme un symbole de la patience.
- Au Moyen-Âge, les chevaliers étaient représentés combattant « courageusement » des escargots géants[60].
- Dans la culture judéo-chrétienne, il a souvent été considéré comme une manifestation du péché mortel de paresse[61]. Le psaume 58, 9 fait allusion à l'escargot visqueux[62].
- Les escargots ont été largement utilisés dans la divination. Le poète grec Hésiode a écrit que les escargots manifestaient le temps de la récolte par l'escalade des tiges, tandis que le Dieu de la lune des Aztèques Tecciztecatl portait une coquille d'escargot sur son dos.
- Cela symbolise la renaissance, l'escargot penchant apparaissant et disparaissant était analogique avec la lune. Plus récemment, Carl Jung a noté que l'escargot est la représentation de soi dans les rêves.
- En psychanalyse, l'intérieur doux de l'escargot est analogue à l'inconscient, comme la coquille est la conscience[réf. souhaitée].
- En français, l'expression « avancer comme un escargot » est utilisée pour décrire la lenteur, l'inefficacité. Par extension une opération escargot est une action consistant à provoquer un ralentissement de la circulation à des fins revendicatives.
- Les Escargots, court métrage d'animation fantastique du réalisateur français René Laloux (1965), met en scène l'invasion d'une région par des escargots géants carnivores et sournois.
- L'escargot est devenu le symbole du mouvement slow food[63].

## Galerie

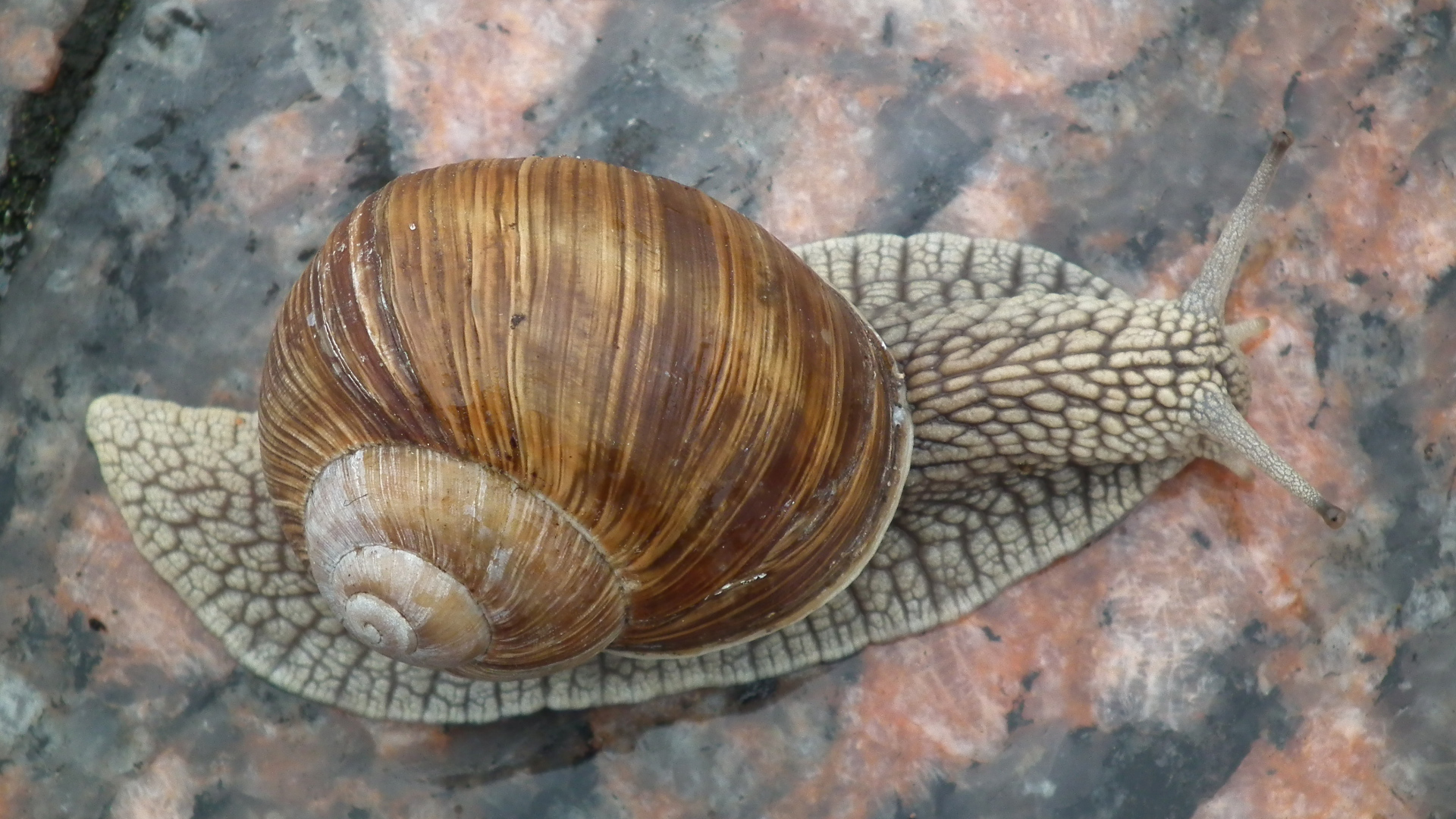
L'Escargot de Bourgogne (Helix pomatia) est le plus réputé en gastronomie, mais il ne s'élève pas, ou difficilement.
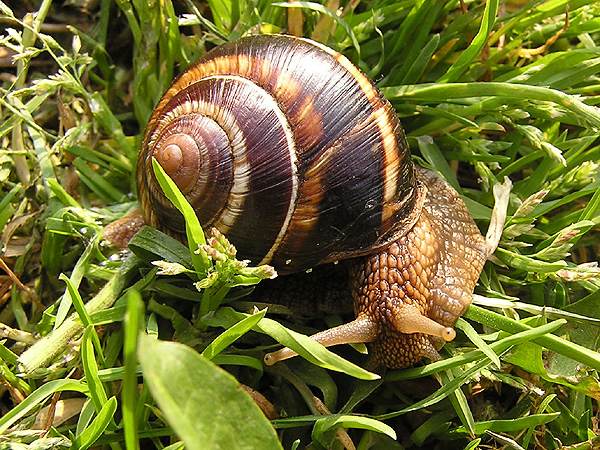
Helix lucorum, ne peut en aucun cas bénéficier de l'appellation « Escargot de Bourgogne », même cuisiné à la bourguignonne
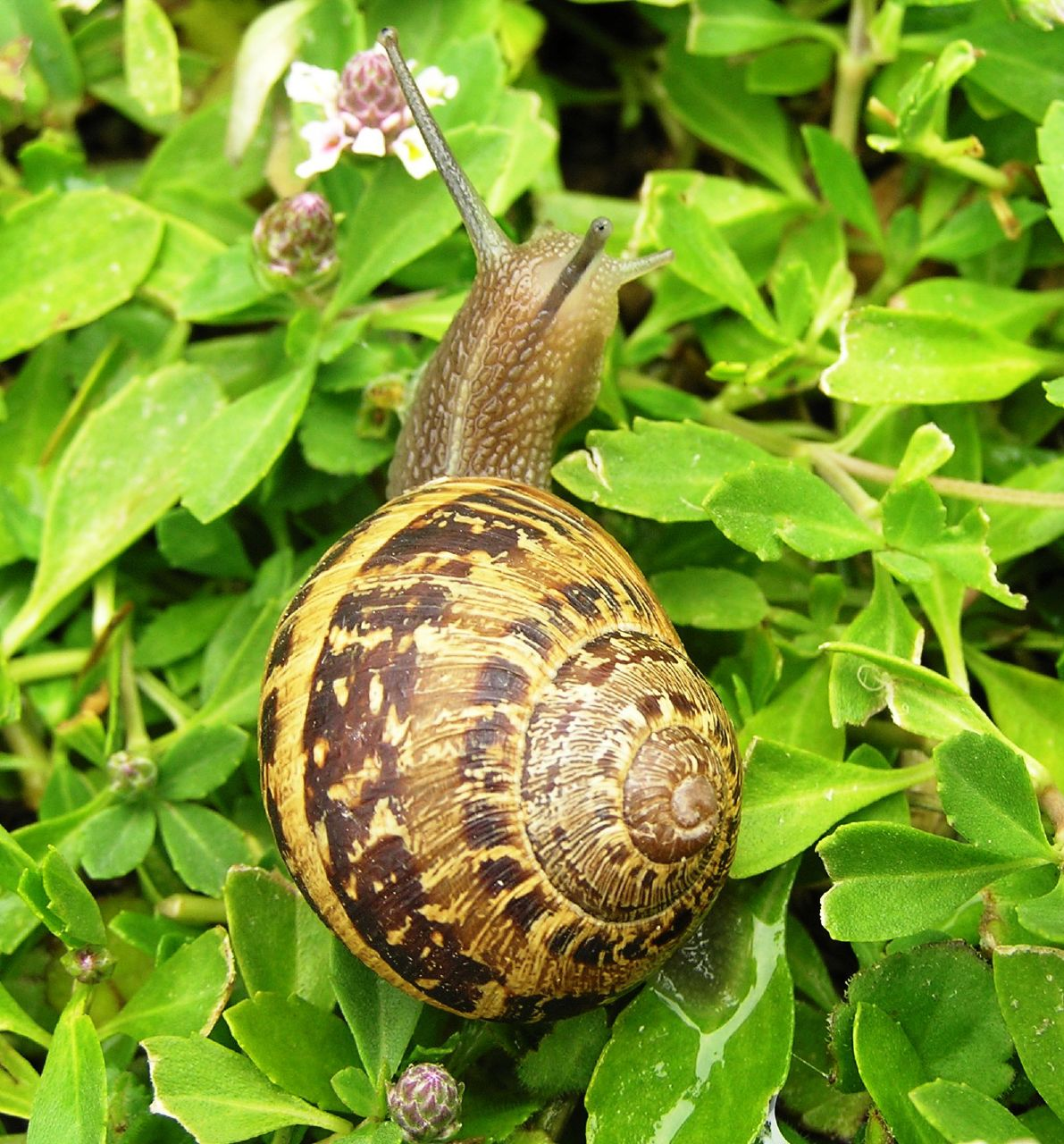
Helix aspersa, bien que plus petit, est l'un des escargots les plus appréciés des gourmets.
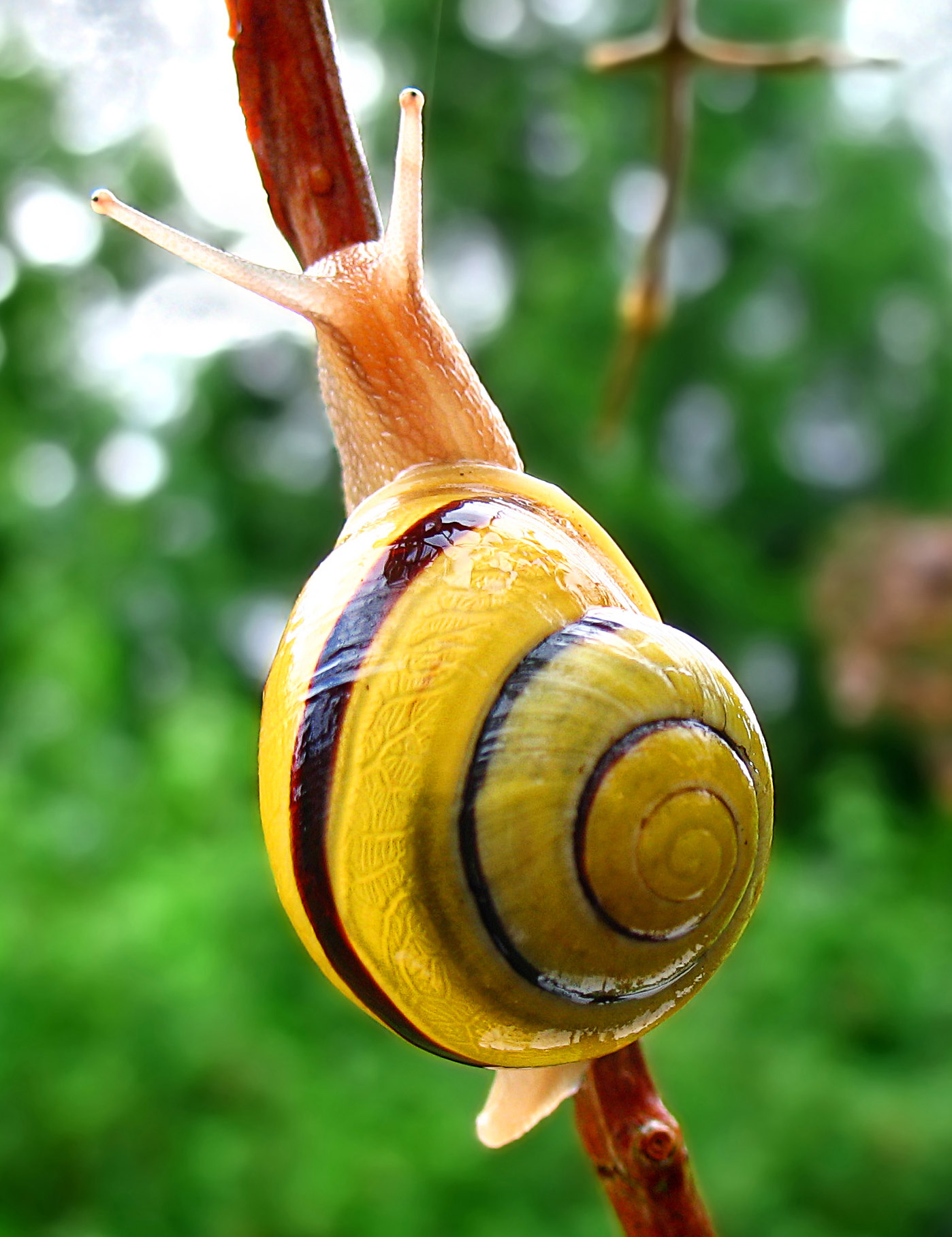
Les dessins de la coquille de l'Escargot des jardins sont extrêmement variables.
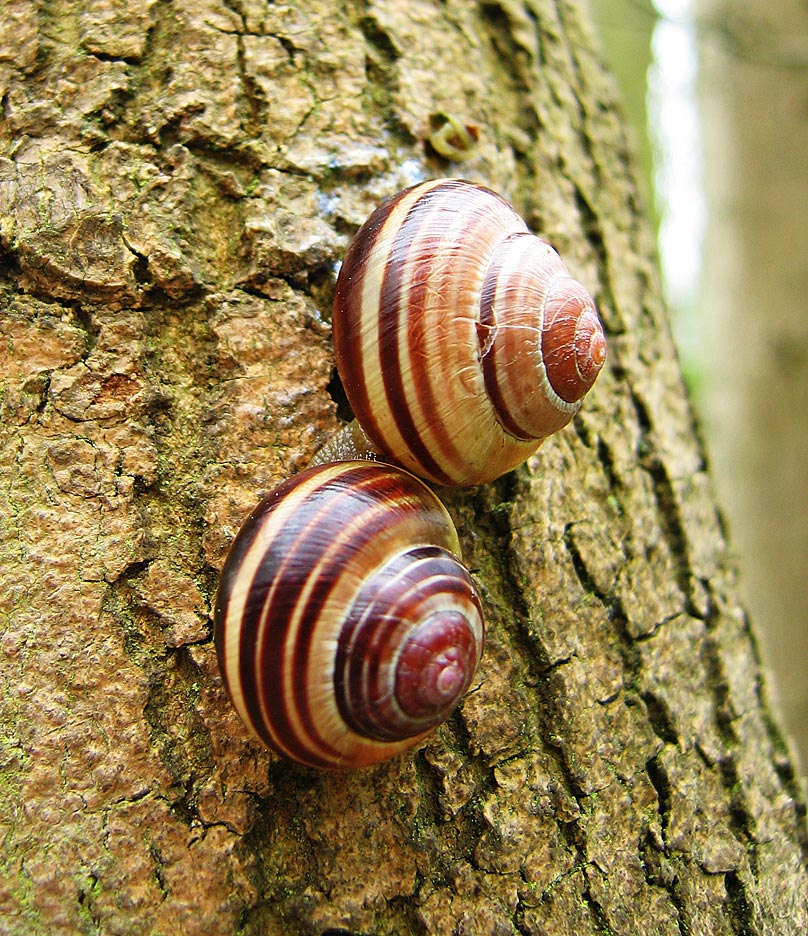
L'Escargot des bois est souvent confondu avec son cousin l'Escargot des jardins.
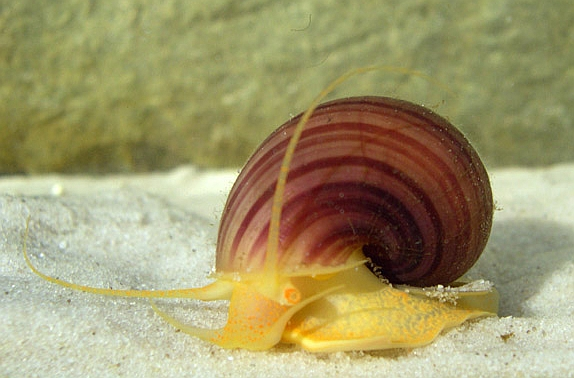
Les ampullaires (Pomacea bridgesii) sont les plus grands escargots d'eau douce vivants.
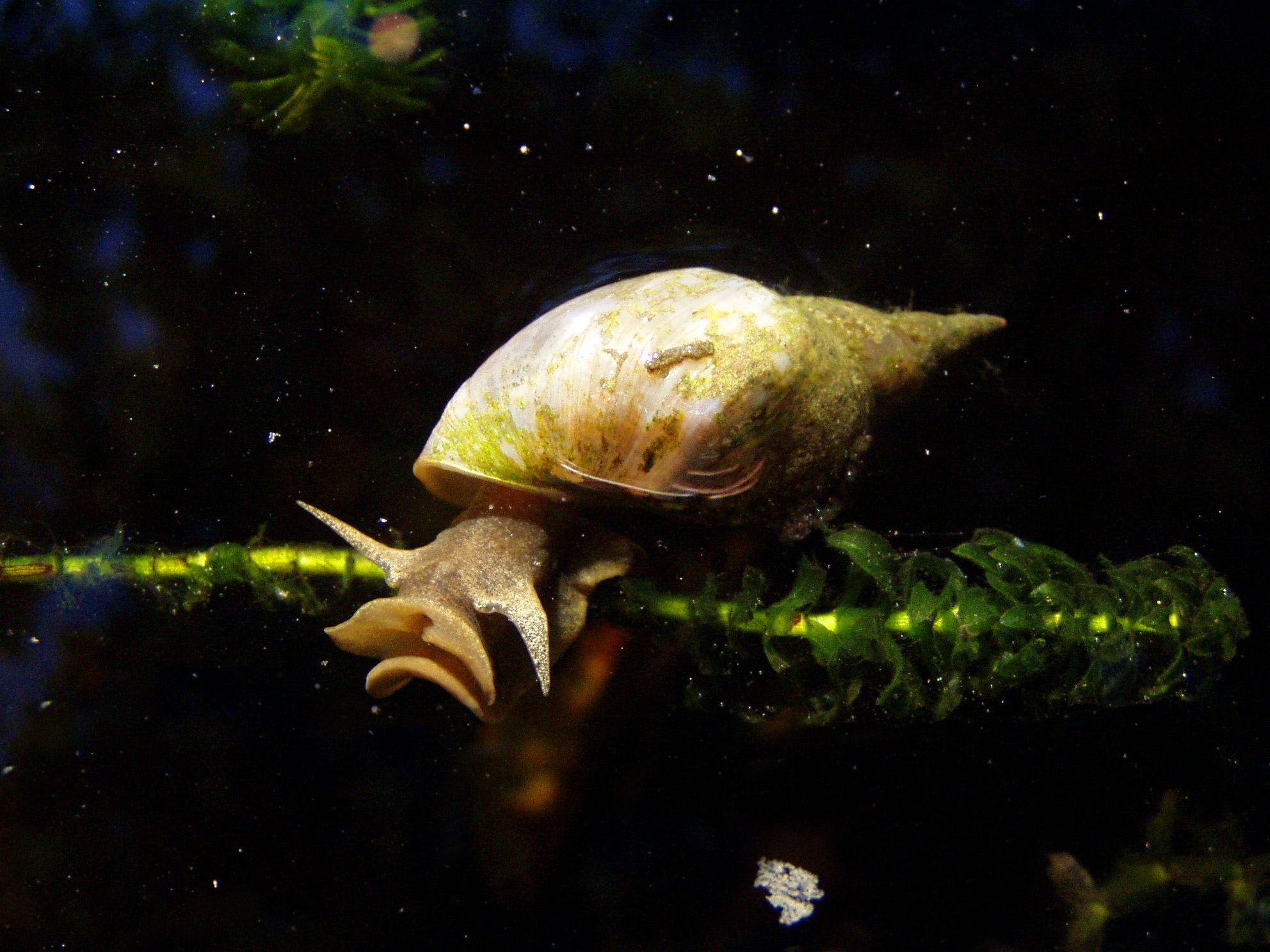
La Limnée des étangs est la plus grande de son genre.
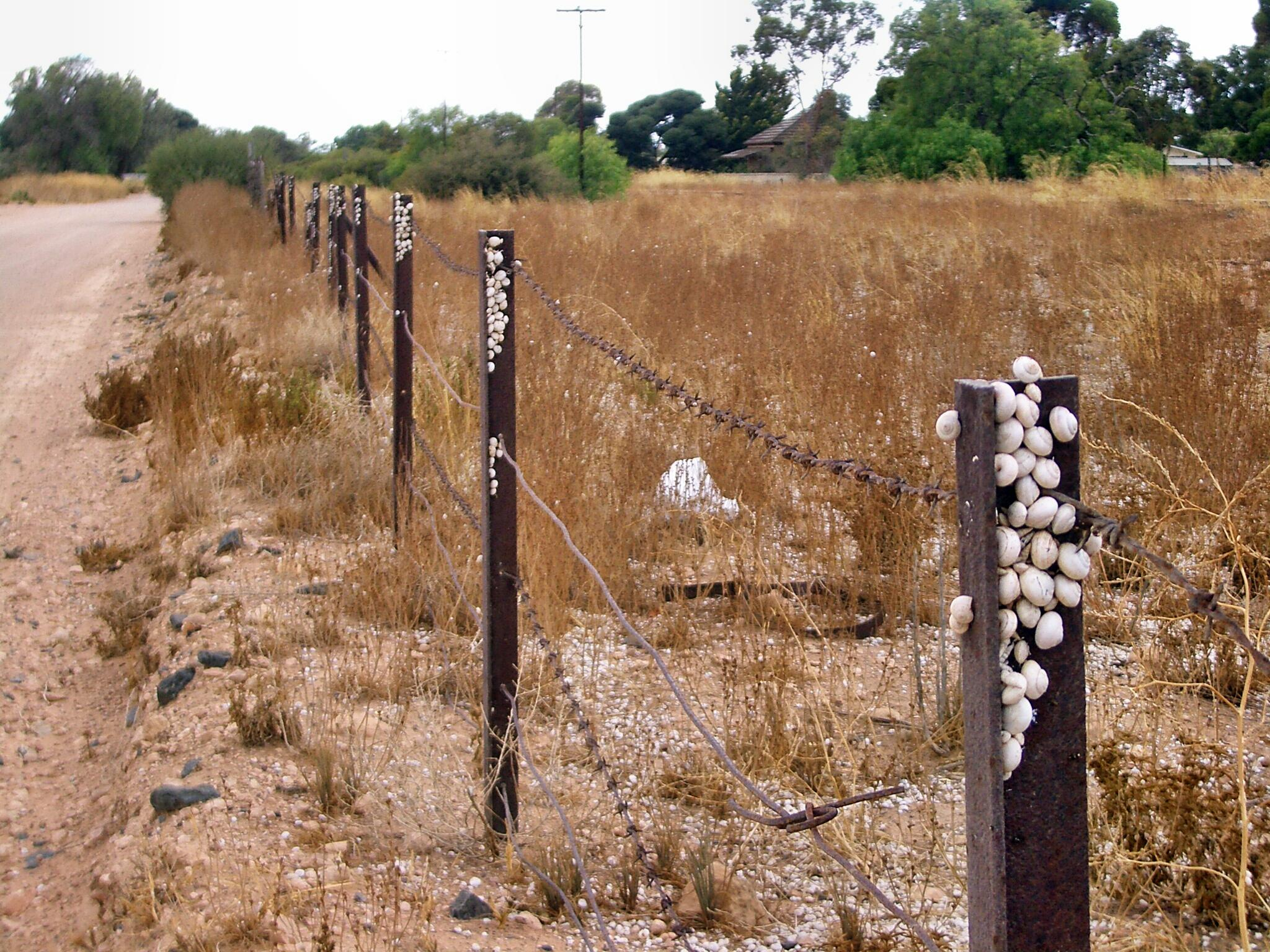
Theba pisana est l'escargot que l'on voit agglutiné en grande quantité sur les tiges herbacées sèches du Midi de la France.
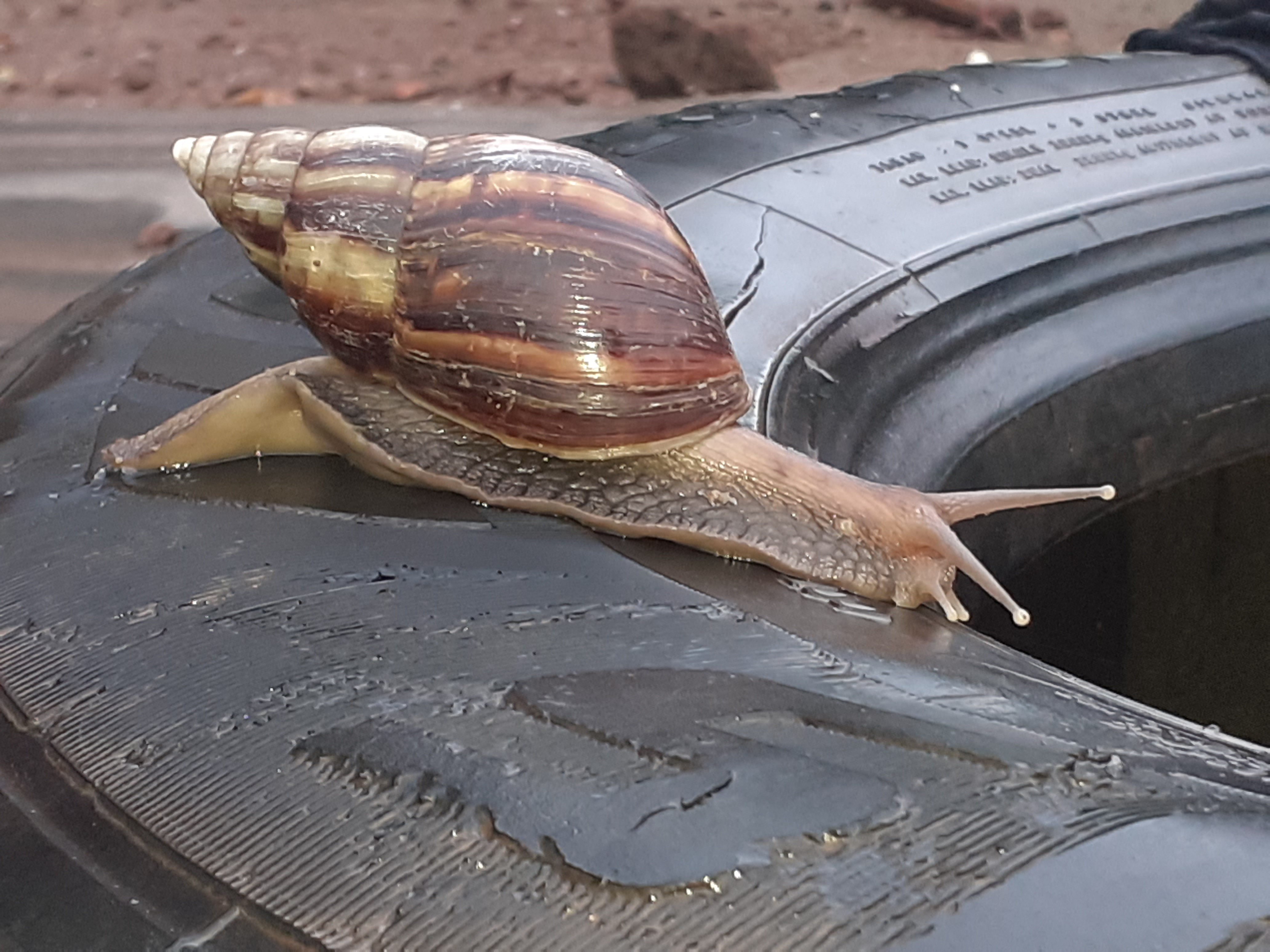
Escargot sur un pneu en zone urbaine (Kamsar)
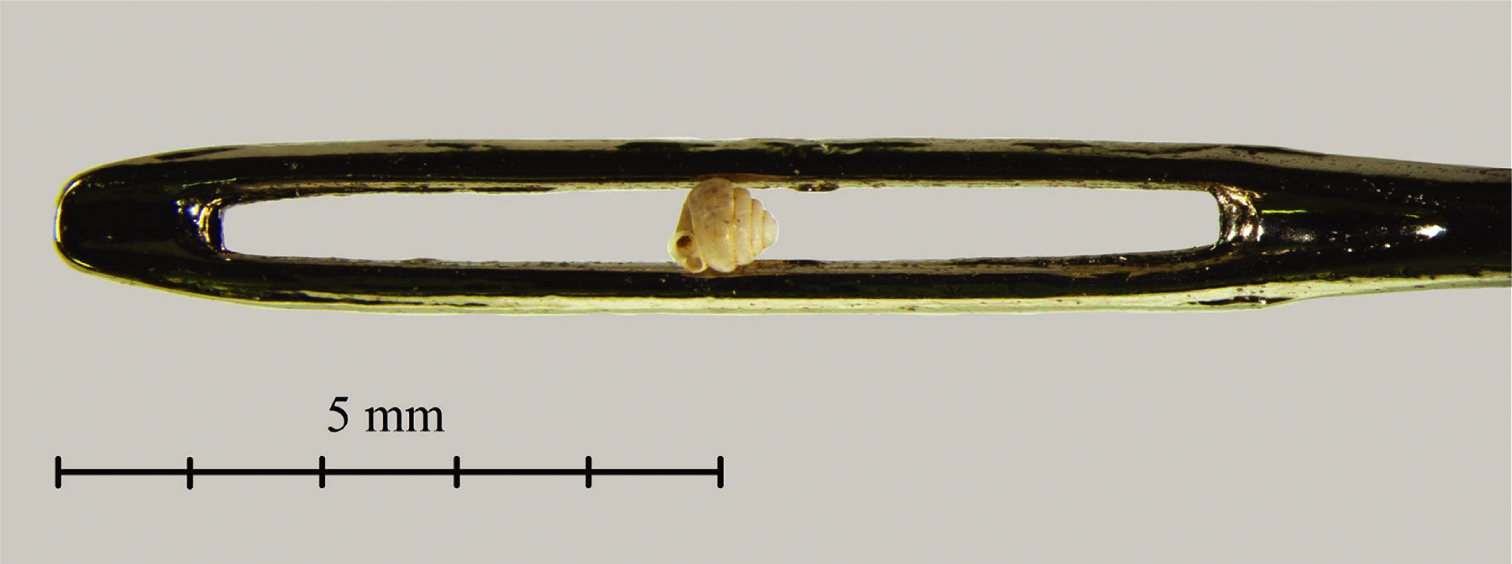
Angustopila dominikae (dans le chas d'une aiguille), plus petit escargot et mollusque terrestre au monde
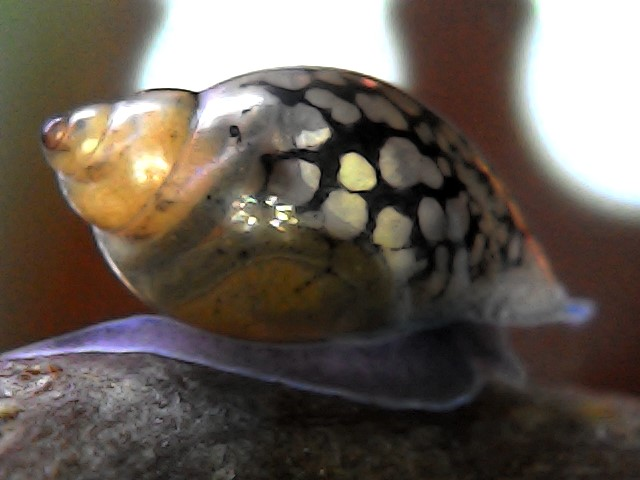
Les physes sont des petits escargots aquatiques qui sont souvent, au même titre que les planorbes, introduits accidentellement dans les aquariums en même temps que les plantes.